# GNOME
GNOME (GNU Network Object Model Environment) è un ambiente desktop Free e open source per Linux e altri sistemi operativi Unix-like nato nel 1997 con l'obiettivo di fornire sia un ambiente desktop che un ambiente di sviluppo libero per i sistemi operativi basati su Linux. Gli ideatori sono stati i programmatori messicani Miguel de Icaza e Federico Mena e attualmente è sviluppato dalla comunità del Progetto GNOME.

## Storia

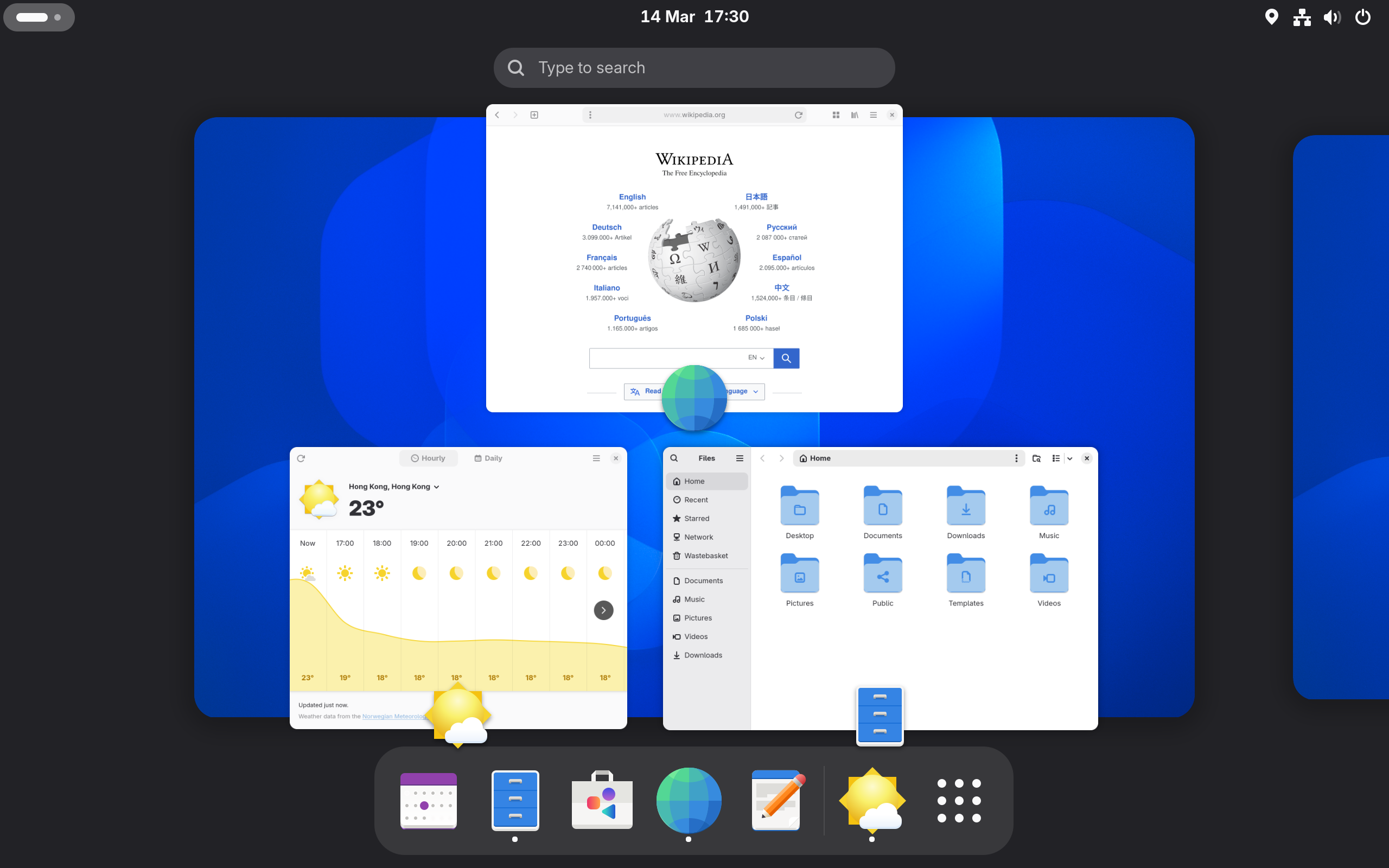
GNOME Shell: la principale novità di GNOME 40 (2021)

Prima della nascita di GNOME, l'unica alternativa sufficientemente completa era KDE, il quale però raccoglieva diverse critiche riguardanti il non essere un ambiente aperto (KDE forniva le API per i soli linguaggi C e C++) e non completamente libero, in quanto le librerie grafiche su cui si basava, le Qt, non erano ancora state distribuite con una licenza libera (in seguito sono state distribuite sotto licenza GNU GPL e LGPL).
La prima versione di GNOME, la 1.0 per la quale occorsero due anni, fu distribuita il 3 marzo 1999 insieme al toolkit GTK+ e GIMP. La versione 2.0, la versione più apprezzata del progetto, risale al 26 luglio 2002 e propose sedici release, terminando con la 2.32, fino alla nascita di GNOME 3.0 nel 2011. La versione 3.0 del desktop environment venne ufficialmente annunciata nel corso dell'edizione 2008 di GUADEC, tenutasi a Istanbul nel mese di luglio. La pubblicazione però, inizialmente programmata per settembre 2010, fu posticipata a marzo 2011, in sostituzione della versione 2.32 del ramo precedente. L'uscita ufficiale è infine avvenuta il 6 aprile 2011. Anche se il desktop da tale ultima versione è stato oggetto di un'importante revisione, le modifiche previste finora sono per lo più di tipo incrementale.

## Descrizione
(What is GNOME?)

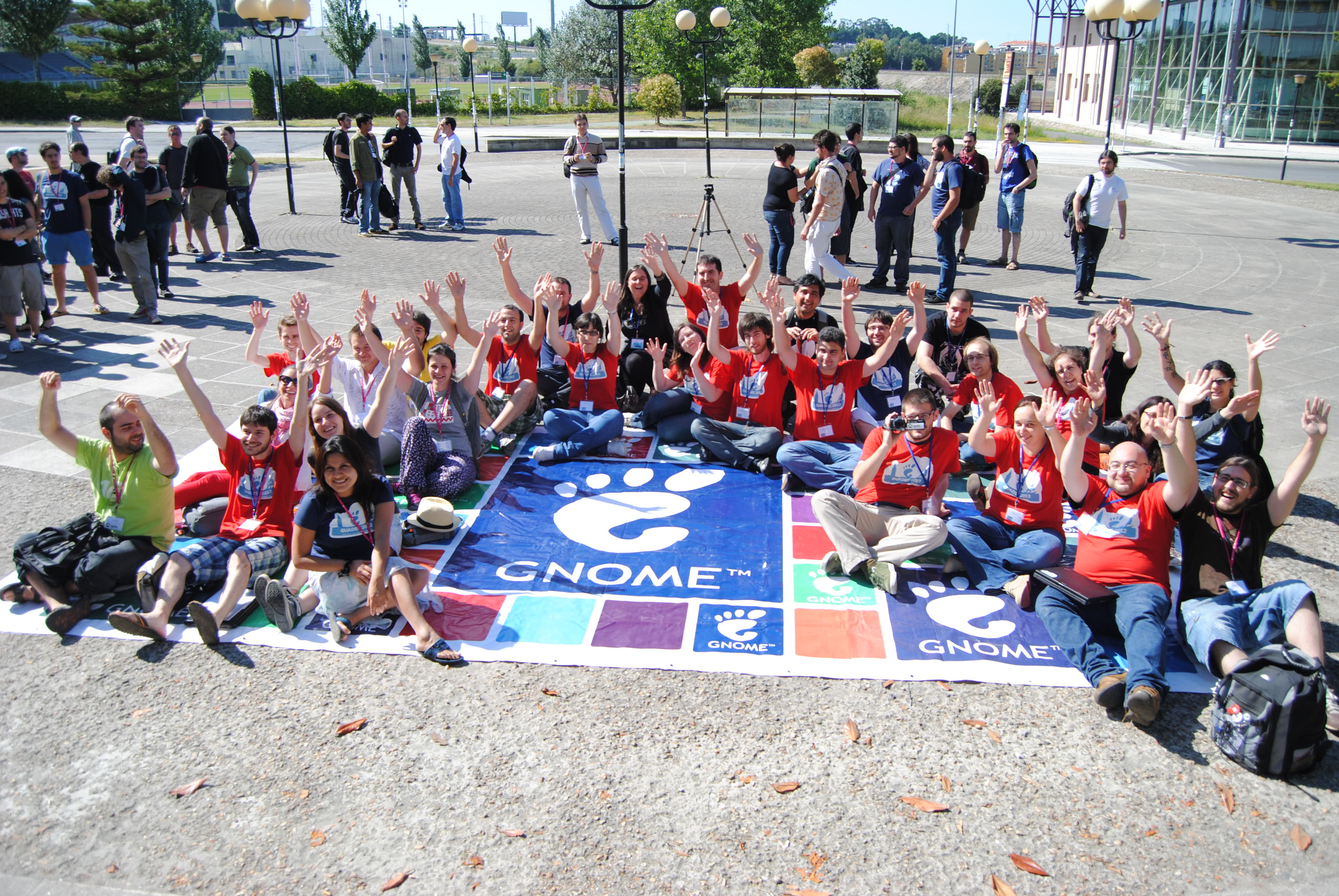
La comunità di GNOME al GUADEC 2012, La Coruña, 26-31 luglio 2012

Il progetto GNOME fornisce due cose:
- L'ambiente desktop di GNOME: un'interfaccia utente grafica intuitiva;
- La piattaforma di sviluppo di GNOME: un ampio framework per costruire applicazioni che si integrino con il resto dell'interfaccia utente desktop e mobile[9].

Il progetto GNOME pone molta enfasi sulla libertà, sulla facilità d'uso, sull'usabilità, e sul fare le cose "semplici" (vedi il principio KISS).
Gli obiettivi del progetto sono:
- Libertà: GNOME è software libero e fa parte del Progetto GNU; il codice sorgente è distribuito con una licenza di software libero (GNU GPL) ed è quindi disponibile per il riutilizzo.
- Usabilità: ovvero creazione di software facile da usare per chiunque; gli esperti di usabilità della comunità di GNOME hanno creato le Human Interface Guidelines del software libero, e tutti i software di base di GNOME adottano di questi principi.
- Accessibilità: al fine di garantire che l'ambiente desktop possa essere utilizzato da chiunque, indipendentemente dalle abilità tecniche o dal grado di disabilità.
- Internazionalizzazione e localizzazione: GNOME è usato, sviluppato e ha documentazione in molte lingue; al momento GNOME è tradotto in 183 lingue[2].
- Facilità di sviluppo (Developer-friendliness): garantire agli sviluppatori facilità di scrittura di software e la libera scelta del linguaggio di programmazione da usare per la realizzazione di applicazioni che si integrano facilmente con il resto del desktop; è possibile usare C, C++, Python, Perl, Java e C#.
- Organizzazione: GNOME mantiene una comunità organizzata con una base di parecchie centinaia di membri, team di usabilità, accessibilità e QA e un consiglio eletto; adotta un ciclo di rilascio regolare semestrale.
- Supporto: Al di là della comunità mondiale, GNOME è sostenuto da aziende leader in GNU/Linux e Unix tra cui Canonical, IBM, Intel, Red Hat, SUSE e Igalia[11][12].

Come con la maggior parte dei progetti di software libero, il progetto GNOME è gestito liberamente: le discussioni si verificano principalmente su una serie di mailing list pubbliche.
Gli sviluppatori e gli utenti di GNOME si riuniscono in una riunione annuale conosciuta come GUADEC per discutere lo stato attuale del progetto e gli sviluppi futuri.

### Caratteristiche

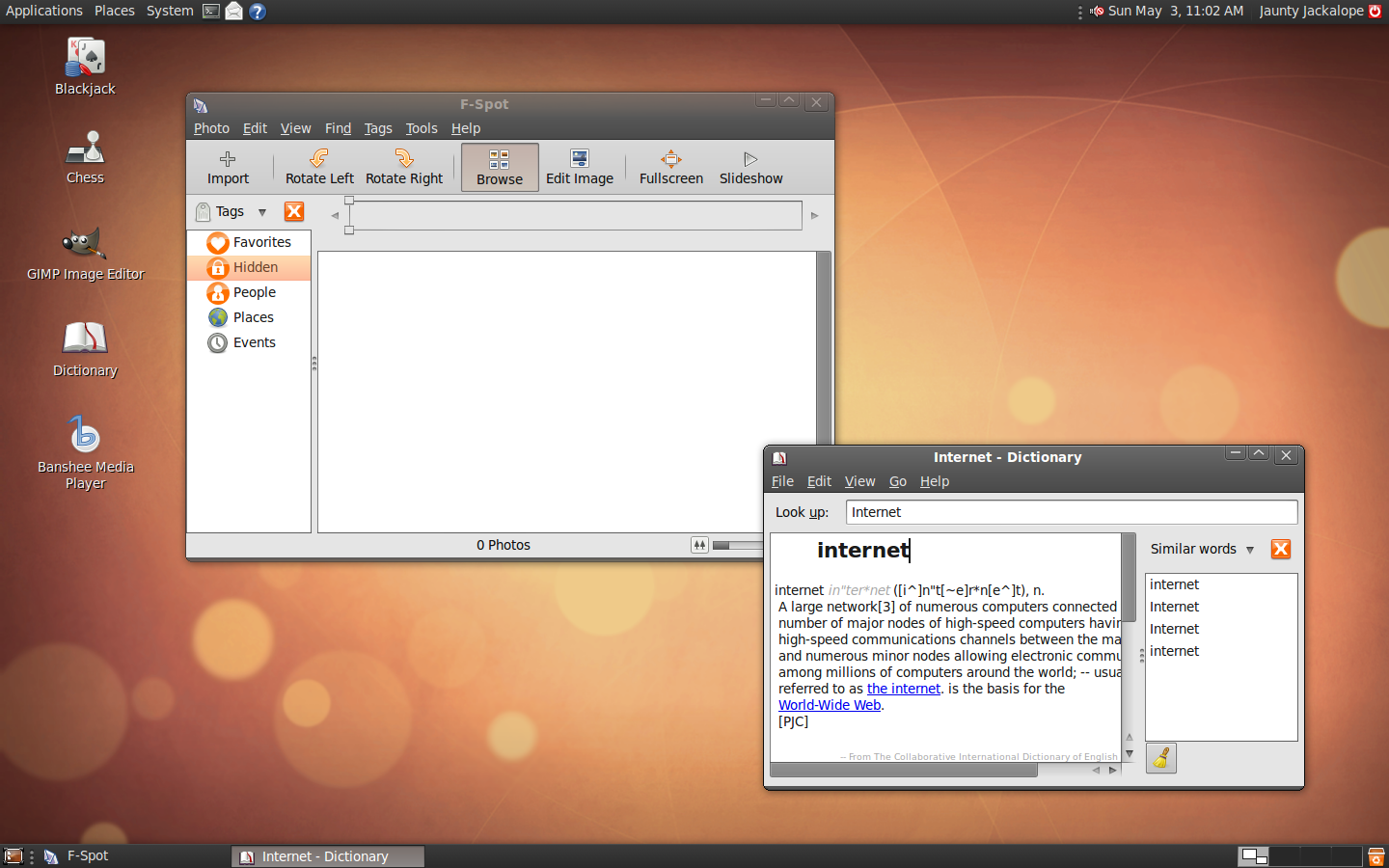
Schermata di GNOME 2.26 su Ubuntu 9.04 (2009)

Il cuore di GNOME è programmato principalmente in C e interamente basato sulle librerie grafiche GTK+; è libero fin dalla sua nascita, essendo pubblicato sotto le licenze GNU General Public License e GNU Lesser General Public License (a seconda dei componenti).
GNOME è stato progettato con un alto livello di astrazione, e proprio questa sua caratteristica ha permesso di poterlo compilare e includere in un gran numero di sistemi operativi unix-like; sono disponibili API e documentazione per lo sviluppo di applicazioni Gnome in diversi linguaggi, tra i quali Ruby, Java, C++, Perl, Scheme, C#, Python e, naturalmente, C.

Attualmente il progetto Cygwin Ports sta tentando di effettuare la portabilità sul sistema operativo Microsoft Windows appoggiandosi sul sistema cygwin.
L'uso di GTK+ permette a GNOME di sfruttare alcune sue caratteristiche: gestione dei temi (possibilità di cambiare look and feel al volo), grafica anti-aliased (grazie a Cairo) e la possibilità di portare le applicazioni su diverse piattaforme, quali Windows e Mac OS X (come Gimp ed Inkscape).

### Componenti

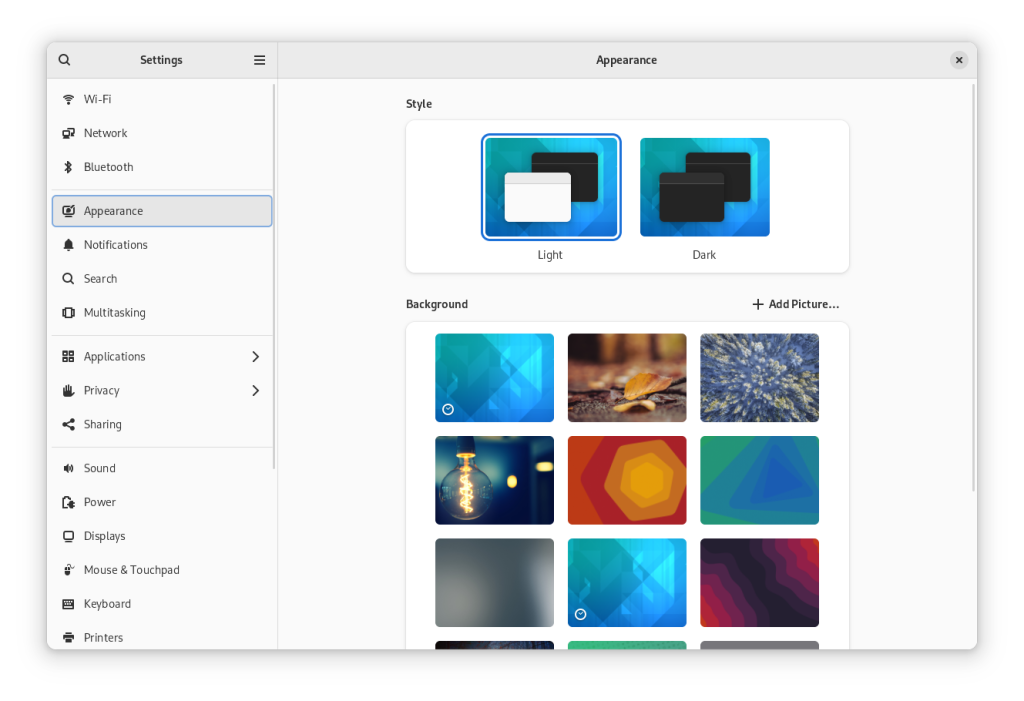
GNOME Settings

GNOME è costituito da molti elementi. Alcuni di essi sono: 
- GNOME Display Manager - programma per il login nell'ambiente desktop;
- GNOME Shell — l'interfaccia utente di GNOME 3;
- GNOME Settings — gestore delle impostazioni
- ATK — per l'accessibilità;
- Bonobo — una tecnologia per gestire documenti;
- GConf — sistema di gestione della configurazione delle applicazioni;
- GLib — funzioni per la programmazione in C;
- GObject — un framework per la programmazione orientata agli oggetti in C;
- GVFS — file system virtuale;
- GNOME Keyring — gestione di chiavi per la crittografia;
- GNOME Panel - un pannello con funzioni di barra delle applicazioni e di lanciatore;
- GNOME Print — sistema di stampa;
- GNOME Translation Project — per la traduzione della documentazione e delle applicazioni in varie lingue[15][16];
- GNOME Activity Journal — GUI che si appoggia a Zeitgeist per l'acquisizione dei dati di log delle attività;
- GTK — un toolkit per la creazione di interfacce grafiche che supporta nativamente l'ambiente grafico X Window System;
- Human Interface Guidelines — linee guida per la creazione di applicazioni GNOME facili da usare;
- LibXML — libreria XML;
- Mutter — il window manager predefinito del progetto;
- Pango — programma per disegnare il testo sullo schermo in diverse lingue.

### Le estensioni
A partire dalla versione 3.0 (2011) sono disponibili le estensioni che consentono di personalizzare GNOME Shell nonché l'ambiente desktop, aggiungendo nuove funzionalità e strumenti utili; esse possono essere gestite tramite GNOME Tweaks e possono essere scaricate e installate nel sito web ufficiale dedicato.

## Applicazioni e sviluppi

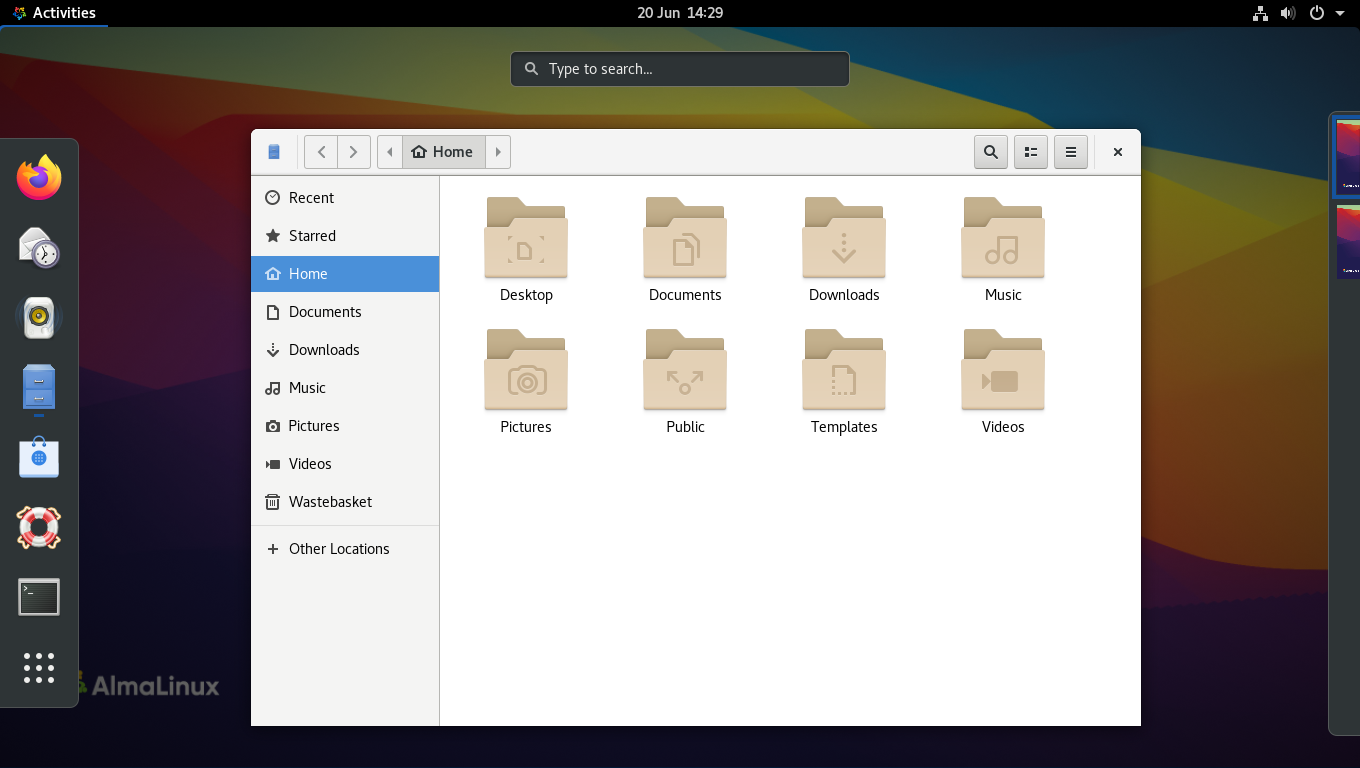
Screenshot di un desktop con GNOME 3; in primo piano una finestra del file manager Files

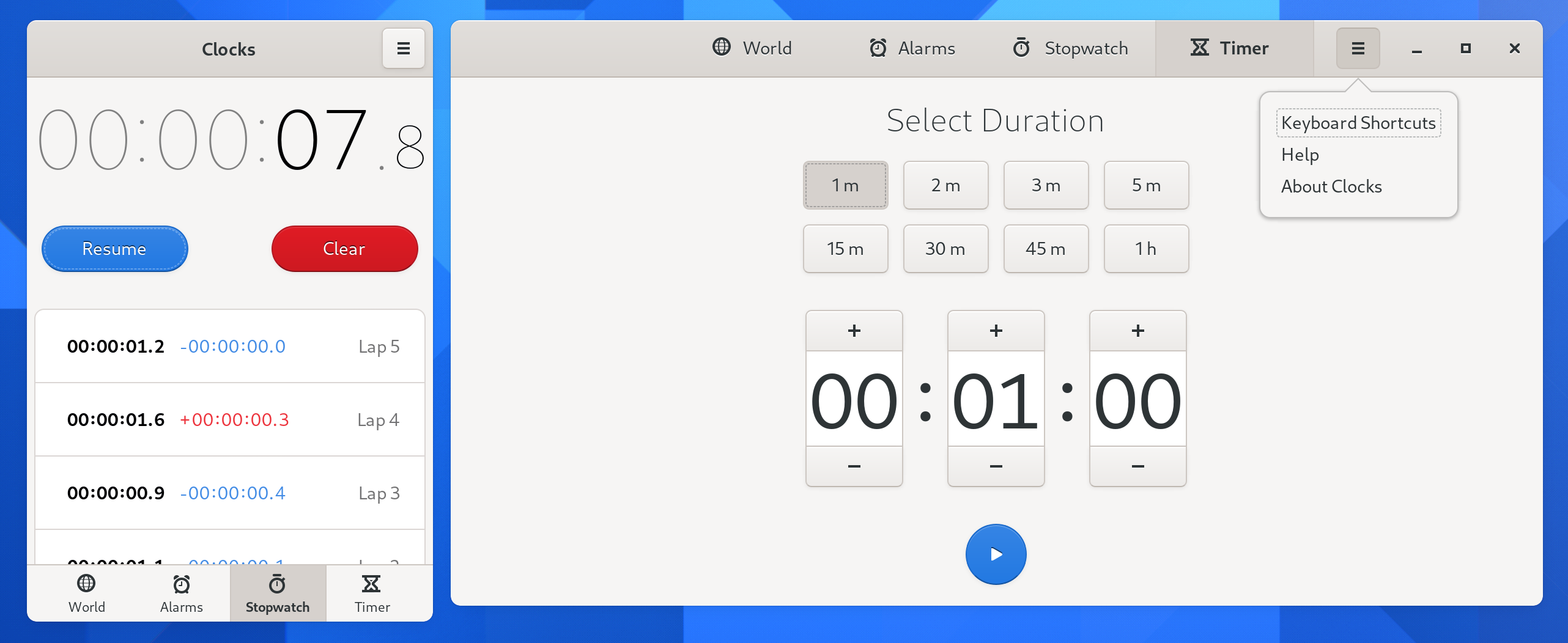
GNOME mira a fornire un'esperienza utente semplice e un'interfaccia utente adattiva su entrambi i sistemi desktop e tablet utilizzando la decorazione lato client (CSD) e un approccio moderno nella progettazione dell'interfaccia utente

La seguente lista include applicazioni che utilizzano tecnologie del progetto GNOME e che sono spesso incluse in un desktop GNOME:
- AbiWord — un programma di videoscrittura;
- Alexandria — programma per la gestione di biblioteche;
- Banshee — un programma per riproduzione di file multimediali;
- Brasero — un programma per masterizzare su CD e DVD;
- Cheese — un programma per scattare foto e riprendere video usando la webcam;
- Dia — programma per la creazione di grafici;
- Disk Usage Analyzer — un analizzatore grafico di uso del disco
- Ekiga — un programma per la telefonia e il voice over IP;
- Evince — un lettore di documenti Portable Document Format (PDF) e PostScript per il desktop environment GNOME
- Evolution — un gestore avanzato della posta elettronica, rubrica e impegni;
- GNOME Archive Manager (ex File Roller) — un front-end per la gestione di file compressi;
- GNOME Files (ex Nautilus) — un file manager utilizzabile anche come client FTP;
- GDM — un sistema di login grafico per accedere al sistema;
- Gedit — un editor di testo;
- GIMP — un programma per modificare o creare immagini;
- GNOME Calculator — una calcolatrice;
- GNOME Dictionary
- GNOME Screenshot — strumento per catturare screenshot
- Gnumeric — un foglio elettronico;
- Glade — un designer di interfacce GTK+ (GUI Builder);
- Glom — un front end database RAD, basato su PostgreSQL, per la creazione di database in un unico file, come FileMaker Pro;
- Inkscape — una applicazione per il disegno vettoriale;
- Mono — un ambiente di sviluppo basato su Microsoft .NET Framework;
- Orca — una suite assistiva ai non vedenti/ipovedenti comprendente ingranditori schermo, sintesi vocale, barra Braille...
- Pidgin — un programma di messaggistica istantanea;
- Pitivi — editor video;
- Rhythmbox — un gestore di musica simile a iTunes;
- XSane (Scanner Access Now Easy), una API (application programming interface) che fornisce un accesso standardizzato all'hardware di qualsiasi scanner;
- Scacchi – interfaccia per giocare a scacchi
- Screem — un editor HTML/CSS/PHP;
- Sushi – permette la visione dell'anteprima dei file in Nautilus;
- Tomboy — uno strumento per appunti per il Desktop;
- GNOME Videos — un lettore multimediale;
- GNOME Web (ex Epiphany) — un web browser;

### Nelle distribuzioni GNU/Linux
Attualmente GNOME (con la sua interfaccia GNOME Shell) è l'ambiente grafico predefinito di molte distribuzioni GNU/Linux, tra le quali Debian e Fedora.
È tornato ad essere l'ambiente predefinito anche in Ubuntu, dalla versione 17.10. Lo era già stato in precedenza, fino alla versione 10.10 (quindi 7 anni prima), poi sostituito da Unity, che è stato ora definitivamente abbandonato. Gnome era comunque rimasto ambiente nativo in una delle varianti ufficiali di Ubuntu[5], nata con la versione 13.04: Ubuntu GNOME.

### Freedesktop.org e GNOME
Freedesktop.org è un progetto per aiutare l'interoperabilità e le tecnologie comuni fra i differenti desktop environment come GNOME, KDE, LXQT o Xfce. Nonostante non sia un'organizzazione formale per gli standard, Freedesktop.org delinea alcune caratteristiche basilari di un X Desktop, come il drag and drop fra le applicazioni, le specifiche per i gestori di finestre, le disposizioni dei menu, le liste dei file recenti, il copia e incolla fra programmi, e un database MIME condiviso per il riconoscimento dei tipi di file. Seguire le specifiche di Freedesktop.org consente alle applicazioni GNOME di apparire meglio integrate all'interno degli altri desktop (e viceversa), e incoraggia la cooperazione insieme alla competizione.
Esempi di tecnologie nate in seno a Freedesktop.org che ora fanno parte delle tecnologie base di GNOME includono:
- Cairo — una libreria grafica 2D che sfrutta l'accelerazione hardware;
- D-Bus — sistema di comunicazione tra processi;
- GStreamer — un framework orientato al multimedia;
- Poppler — una libreria per la visualizzazione del formato PDF.

Una recente iniziativa Freedesktop.org appoggiata da GNOME è il Tango Desktop Project, che mira a fornire uno standard visivo comune fra differenti piattaforme. Questo consentirà agli utenti e agli sviluppatori di scegliere le tecnologie e le applicazioni preferite senza curarsi di quale desktop environment usino.

## Critiche e polemiche
GNOME, nel 2005, è stato oggetto di polemiche e critiche da parte di molti, soprattutto di Linus Torvalds, l'inventore del kernel Linux. Egli sosteneva che la struttura di GNOME fosse eccessivamente orientata alla sola semplicità d'uso, a danno dell'effettiva possibilità dell'utente di interagire ed effettuare attività avanzate.
Da notare la vicinanza di questa polemica con uno degli argomenti più caldi della comunità Open Source, ovvero l'idea di sacrificare la configurabilità di un software rispetto alla sua effettiva usabilità e viceversa.

## Cronologia versioni
GNOME ha un programma di pubblicazione a tempo: esce una nuova versione di GNOME ogni sei mesi.
La seguente tabella mostra le principali uscite del progetto GNOME (le versioni instabili per i tester e i bugfix non sono elencate).
| Versione | Data           | Informazioni |
| -------- | -------------- | --- |
|          | Agosto 1997    | Il 15 agosto 1997 viene annunciato lo sviluppo di GNOME. |
| 1.0      | Marzo 1999     | Il 3 marzo 1999 è rilasciata la prima major release di GNOME. |
| 1.0.53   | Ottobre 1999   | "October". |
| 1.2      | Maggio 2000    | "Bongo". |
| 1.4      | Aprile 2001    | "Tranquility". |
| GNOME 2  |                | |
| 2.0      | Giugno 2002    | Il 26 giugno 2002 viene rilasciata GNOME 2.0: major upgrade basato sulla versione 2.0 di GTK+. Introdotta la Human Interface Guidelines. |
| 2.2      | Febbraio 2003  | Introdotte funzionalità multimediali e file manager. |
| 2.4      | Settembre 2003 | Introdotto Epiphany. |
| 2.6      | Marzo 2004     | Nuovo spatial file manager e stile dei file dialog. |
| 2.8      | Settembre 2004 | Introdotto il supporto alle periferiche rimovibili, aggiunto Evolution. |
| 2.10     | Marzo 2005     | Ottimizzazioni generali, nuove applets (drive mounter e cestino), aggiunti Totem e Sound Juicer. |
| 2.12     | Settembre 2005 | Nuovo tema grafico, miglioramenti al file manager, nuova gestione della clipboard, supporto per i pannelli verticali, aggiunto Evince. |
| 2.14     | Marzo 2006     | Ricerca integrata nel file manager, nuovo salvaschermo, aggiunti Ekiga, Deskbar, Pessulus e Sabayon, migliore gestione della memoria. |
| 2.16     | Settembre 2006 | Ottimizzazione delle prestazioni, effetti 3D, pulizia codice. Tomboy, applicazione per la gestione dei post-it; Baobab: monitoraggio dell'uso del disco; Orca: lettore dello schermo per i non vedenti; Alacarte: editor di menu; miglioramenti per Totem, Nautilus e GNOME Power Manager; Metacity con il supporto composite; nuovo tema di icone. Basato sul GTK+ 2.10 con la nuova finestra di stampa. |
| 2.18     | Marzo 2007     | Ottimizzazione delle prestazioni; miglioramenti al software di analisi dell'occupazione del disco; Orca screen reader; miglioramenti a Evince, Epiphany e GNOME Power Manager, Volume control; due nuovi giochi, GNOME Sudoku and glchess. |
| 2.20     | Settembre 2007 | Rilascio per il decimo anniversario; Funzionalità di backup per Evolution; miglioramenti per Epiphany, Eye of GNOME, GNOME Power Manager; gestione delle password per i portachiavi di Seahorse. Aggiunti: Possibilità di modificare i forms in Evince, funzione di ricerca integrata nelle finestre del filemanager, installazione automatica dei codec multimediali. |
| 2.22     | Marzo 2008     | Supporto elementare per le finestre composite per Metacity; introdotto il nuovo GVFS; migliorato il supporto per la riproduzione di DVDs, filmati di YouTube, MythTV per Totem; internazionalizzazione dell'applet dell'orologio; Supporto dell'uso dei tag di Google Calendar dei messaggi di posta Evolution; miglioramenti per Evince, Tomboy, Sound Juicer e Calculator. Aggiunti: Cheese, un'applicazione per acquisire immagini dalla webcam, e Vinagre, un visualizzatore di desktop remoti. |
| 2.24     | Settembre 2008 | Navigazione a schede e modalità compatta per la visualizzazione dei file in Nautilus; introduzione del client di messaggistica Empathy; nuovi strumenti per la Deskbar; miglioramenti alla gestione della risoluzione dello schermo e ai temi sonori; preparativi per le librerie GTK+ e GLib 3.0; basato sulle librerie GTK+ 2.14; rilasciata per la prima volta la piattaforma di sviluppo GNOME Mobile. |
| 2.26     | Marzo 2009     | Brasero è il nuovo strumento di masterizzazione ufficiale; migliorata la condivisione dei file in rete attraverso diversi protocolli; Epiphany presenta una nuova barra degli indirizzi disegnata riprendendo quella di Firefox; Deskbar permette di utilizzare i motori di ricerca OpenSearch; ridisegnato lo strumento per la gestione dell'audio con PulseAudio; basato sul toolkit grafico GTK+ 2.16. |
| 2.28     | Settembre 2009 | Aggiunto GNOME Bluetooth, programma per la gestione di dispositivi Bluetooth; migliorati il browser Epiphany, che ha cambiato motore di rendering, passando da Gecko a WebKit, il programma Conteggio tempo (Time tracker), che consente di tenere traccia del proprio tempo e delle proprie attività, l'instant messenger Empathy; apportati miglioramenti all'accessibilità; basato sul toolkit grafico GTK+ 2.18. |
| 2.30     | Marzo 2010     | Miglioramenti al file manager Nautilus, al client IM Empathy, a Tomboy, a Evince, a Time Tracker, al browser Epiphany e a Vinagre. I dispositivi iPod e iPod touch sono ora parzialmente supportati tramite GNOME VFS attraverso libimobiledevice. basato sul toolkit grafico GTK+ 2.20. |
| 2.32     | Settembre 2010 | Aggiunti GNOME Color Manager e Rygel. Miglioramenti ad Empathy, Evince, al file manager Nautilus e ad altri programmi. Il rilascio di GNOME 3.0 era previsto per settembre 2010, quindi gran parte degli sforzi per lo sviluppo della versione 2.30 sono stati rivolti alla versione 3.0. |
| GNOME 3  |                | |
| 3.0      | Aprile 2011    | Introduzione di GNOME Shell. Un quadro delle impostazioni ridisegnato per gestire le impostazioni in maniera semplice ed efficace. Un nuovo sistema d'aiuto basato sugli argomenti. Nuova gestione degli spazi di lavoro, che permette di raggruppare con facilità le finestre; trascinandole, è possibile aggiungere con facilità le finestre agli spazi di lavoro. Un nuovo tema e un nuovo font (Cantarell) predefiniti. Adozione di GTK+ 3.0 con il supporto di piattaforme multiple in modo semplice. Rimozione di vecchie e ormai antiquate API per il drawing. |
| 3.2      | Settembre 2011 | Possibilità di connettere account Google per sincronizzare documenti e contatti. È stata modificata la schermata di login e aggiunta una tastiera su schermo. È stato adottato GTK+ 3.2. |
| 3.4      | Marzo 2012     | Nuovo look per GNOME 3. Applicazioni: Documenti (si connette a Google Documenti), Epiphany ora si chiama Web, e Contatti. Possibilità di cercare documenti dalla modalità Overview ("panoramica"). Supporto ai menu delle applicazioni. Rinnovati i componenti dell'interfaccia: nuovo Color Picker, barre di scorrimento ridisegnate, pulsanti di selezione più facili da usare e barre del titolo a scomparsa. Supporto allo scrolling "morbido". Nuovi sfondi animati. Impostazioni di sistema migliorate con il nuovo pannello Wacom. Gestione facilitata delle estensioni. Supporto hardware migliore. Documentazione orientata all'argomento. Videochiamata e supporto a Live Messenger in Empathy. Migliore accessibilità: integrazione Orca migliorata, una migliore modalità di contrasto elevato, e le nuove impostazioni di zoom. Oltre a molti altri miglioramenti di applicazioni e dettagli minori. |
| 3.6      | Settembre 2012 | Nuova schermata di login e blocco schermo, lo user menù mostra il tasto "Spegni" di default. |
| 3.8      | Marzo 2013     | L'area notifiche e l'angolo attività ora reagiscono tenendo conto della velocità con cui il puntatore arriva al bordo dello schermo, nuova interfaccia per Contatti. Introdotta GNOME Classic, una sessione speciale di GNOME Shell che mira a replicare, anche tramite opportune estensioni, l'esperienza di GNOME 2.. |
| 3.10     | Settembre 2013 | Aggiunto il supporto al display server Wayland. Ridisegnata l'area di stato del sistema (system status area): un singolo menù che raccoglie la serie di menù presenti in precedenza nell'angolo superiore destro. Introdotte le barre di intestazione: fondono barra del titolo e barra degli strumenti in un unico elemento dando più spazio al contenuto delle finestre. Aggiunta una nuova applicazione per trovare e installare le applicazioni, denominata GNOME Software. Creato un nuovo framework di geolocalizzazione. Aggiunte nuove applicazioni: GNOME Music, GNOME Notes, GNOME Maps e GNOME Photos. |
| 3.12     | Marzo 2014     | Migliorate la navigazione da tastiera e la selezione delle finestre in modalità panoramica Attività (Overview). Possibilità di creare cartelle di applicazioni personalizzabili nella vista Overview. Il menu di rete è stato aggiunto nell'area di stato del sistema. Migliorate le prestazioni di GNOME Software, strumento per la gestione del software, che ora mostra anche gli screenshot delle applicazioni. GNOME Videos (in precedenza chiamato Totem) è stato ridisegnato: i controlli sono ora a scomparsa, le barre e la gestione dei pannelli hanno ricevuto un restyling, introdotto il supporto a Pocket, si possono sfogliare i video online di Rai.tv, The Guardian Videos, Blip.tv ed Applet Movie Trailers. L'editor di testo gedit ha avuto un importante aggiornamento per questa versione. Migliorato il supporto per i display High-DPI (HiDPI). Migliorato il supporto a Wayland. |
| 3.16     | Marzo 2015     | Nuovo sistema di notifiche e migliorato il design dell'interfaccia, come il calendario, la shell, le finestre, il visualizzatore di immagini e altre ancora. In questa versione, GTK+ supporta OpenGL, quindi le nuove applicazioni GTK+ supportano il 3D nativo. Sono state aggiunte le nuove applicazioni Calendario, Caratteri e Libri (Calendar, Characters, Books). L'app Mappe è stata migliorata: una delle modifiche fatte di questo programma è l'aggiunta di Foursquare. Ci sono molte piccole aggiunte e modifiche, come la correzione di molti bug, l'aggiunta della cronologia dei calcoli nella calcolatrice e altro ancora. |
| 3.18     | Settembre 2015 | Nel programma Files (Nautilus) è stato aggiunto l'integrazione di Google Drive. È possibile installare gli aggiornamenti dei Firmware via Software. Aggiunti i programmi Calendario e Caratteri (includono le faccine). Aggiunti funzionalità in Files, Boxes e Polari. Sono stati aggiunti la luminosità automatica e le gesture al Touchpad. Sono stati introdotti nuove versioni di GTK+, WebKitGTK+ e Clutter. Migliorato il supporto a Wayland e, infine, vari cambiamenti minori e bug fix. |
| 3.20     | Marzo 2016     | Gli aggiornamenti di sistema possono essere installati tramite Software. Il supporto a Wayland è nuovamente migliorato, con drag-and-drop e l'inserimento del testo copiato tramite il tasto centrale del mouse. Le scorciatoie della tastiera possono essere letti tramite le finestre overlay. Miglioramenti per i controlli della privacy e accesso rapido alla musica in riproduzione tramite la shell. Il programma Builder può ora creare XDG-apps, un nuovo framework distro per sviluppare e distribuire programmi desktop. Infine molti bug fix e cambiamenti minori. |
| 3.22     | Settembre 2016 | Integrazione di Flatpak, un nuovo framework di distribuzione per le applicazioni. Aggiunta la funzionalità per Nautilus di rinominare file multipli (bulk renaming). Ulteriori migliorie relative a Nautilus nella gestione di archivi compressi e nella visualizzazione dei file. L'applicazione Photos permette adesso di condividere facilmente le immagini. Progredito ulteriormente il supporto a Wayland. Ridisegnate le impostazioni della tastiera e l'editor dconf. |
| 3.24     | Marzo 2017     | Aggiunta funzionalità Night Light per prevenire l'affaticamento oculare in condizioni di poca luce. Nuovo design per il pannello delle impostazioni. Nuova applicazione Recipes che permette di visualizzare, creare e condividere ricette con la community. Miglioramenti per l'area di notifica, per il browser Web, per l'applicazione Photos e per il client IRC Polari. Aggiunta nuova applicazione Games per gestire e lanciare giochi. Icone ridisegnate a risoluzione più grande e con maggiore luminosità. Miglior supporto per le tavolette grafiche Wacom e per sistemi che hanno due schede grafiche. Molti altri bug fix e cambiamenti minori. |
| 3.26     | Settembre 2017 | Ricerca migliorata nella dashboard. Supporto per le emoji colorate. Nuova funzionalità di sincronizzazione del browser Web utilizzando il servizio Firefox Sync. Impostazioni dello schermo ridisegnate. Miglioramenti della resa grafica ed usabilità delle finestre, transizioni più fluide, miniature delle finestre più grandi nella panoramica delle attività. Ulteriori miglioramenti per il parco applicazioni GNOME. Le icone di stato non sono più mostrate nella parte inferiore sinistra dello schermo per migliorare l'esperienza di utilizzo complessiva. |
| GNOME 40 |                | |
| 40       | Marzo 2021     | Viene cambiata quasi completamente l'interfaccia grafica, spostando la dock in basso, cambiando la schermata "attività" e cambiando la forma dei pulsanti della barra superiore |
| 41       | Settembre 2021 | Migliorata la grafica di GNOME Software, aggiunta dei profili di risparmio energetico, aggiunta impostazione multitasking per il comportamento della shell e aggiunta una sezione di impostazione per le reti mobili 2/3/4/5G. |
| 42       | Marzo 2022     | Possibilità di mettere il tema scuro direttamente nelle impostazioni di sistema, nuovi sfondi con stile scuro, aggiornata funzione screenshot con nuovo overlay e più opzioni disponibili, ulteriori programmi GNOME sono stati aggiornati a GTK 4 e libadwaita, come Impostazioni, GNOME Software, Calendario, Calcolatrice e altri ancora, aggiunta di due nuovi programmi GNOME: Text Editor (che sostituisce Gedit) e Console (che sostituisce Terminale); miglioramenti alle performance, il browser Web ora usa l'accelerazione hardware per i siti web, supporto al protocollo RDP per le connessioni desktop remote, modifiche minori all'interfaccia grafica. |
| 43       | Settembre 2022 | Ridisegnato il menu delle opzioni rapide, semplificando il suo utilizzo e aggiungendo nuove funzioni, come la possibilità di fare uno screenshot e cambiare tema a scuro o chiaro direttamente dal menu, oltre a gestire più dispositivi audio e la propria VPN senza aprire Impostazioni. Ulteriori programmi sono stati portati in GTK 4: File, Mappe, Logs, Builder, Console, Configurazione iniziale e Controllo genitori. In particolare File ha ricevuto numerose novità grazie al passaggio a GTK 4, in particolare ora l'interfaccia si adatta in base alla dimensione della finestra, nuovo design alla finestra delle proprietà di un file o cartella e riorganizzati i menu. Introdotta una nuova sezione in Impostazioni chiamato Device Security, che permette di vedere le informazioni sull'hardware, sulla sua configurazione e sul firmware, viene usato per verificare possibili problemi di sicurezza e avvisa se sono presenti. Possibilità di installare web app come se fossero programmi nativi usando GNOME Web. |
| 44       | Marzo 2023     | |
| 45       | Settembre 2023 | |
| 46       | Marzo 2024     | |
| 47       | Settembre 2024 | |
| 48       | Marzo 2025     | Aggiunta sezione per il benessere digitale nelle impostazioni; raggruppamento delle notifiche per applicazione; supporto per HDR; aggiunto Decibels come player audio predefinito |

## Galleria d'immagini

### GUADEC

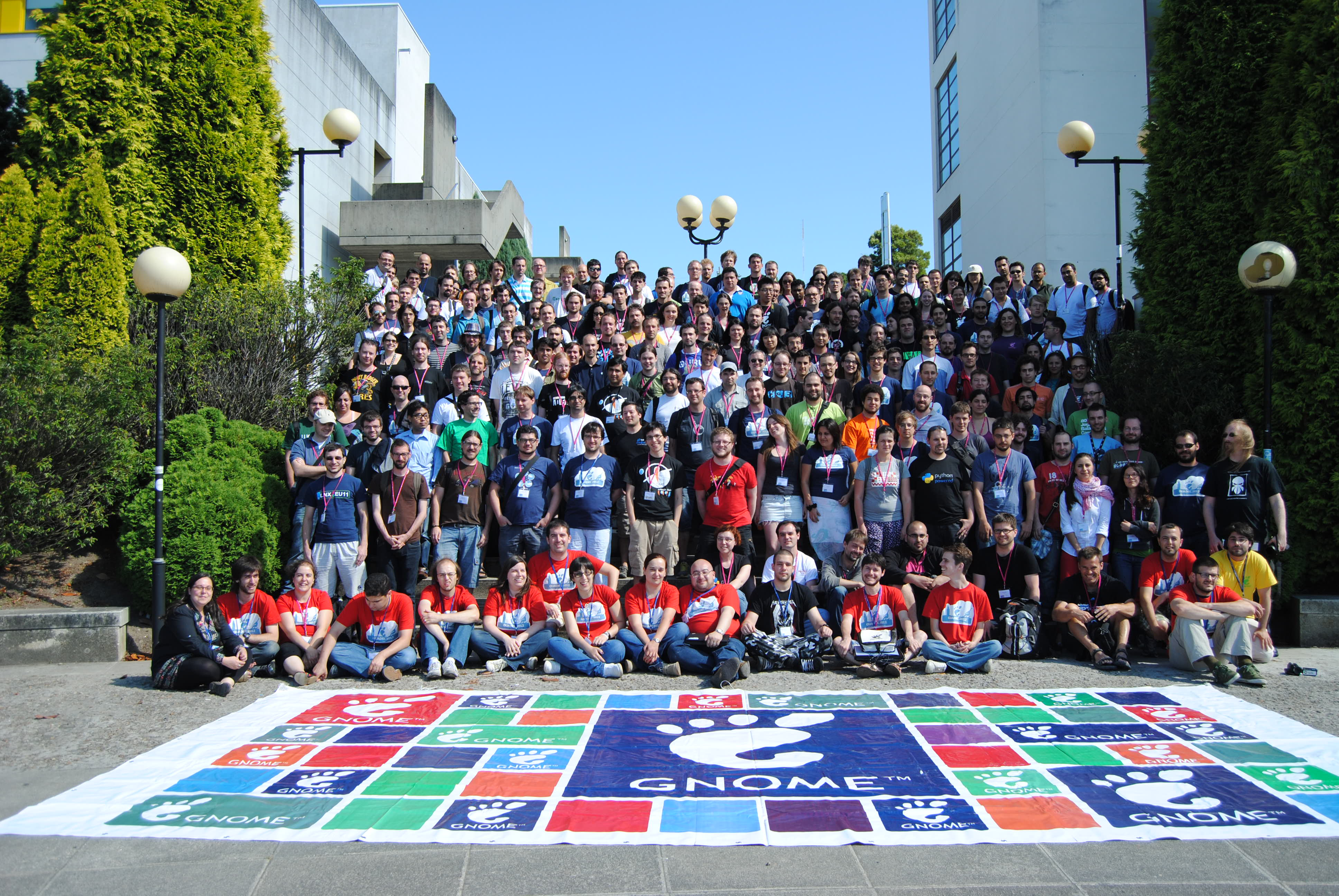
GUADEC 2012, La Coruña, 26-31 luglio 2012
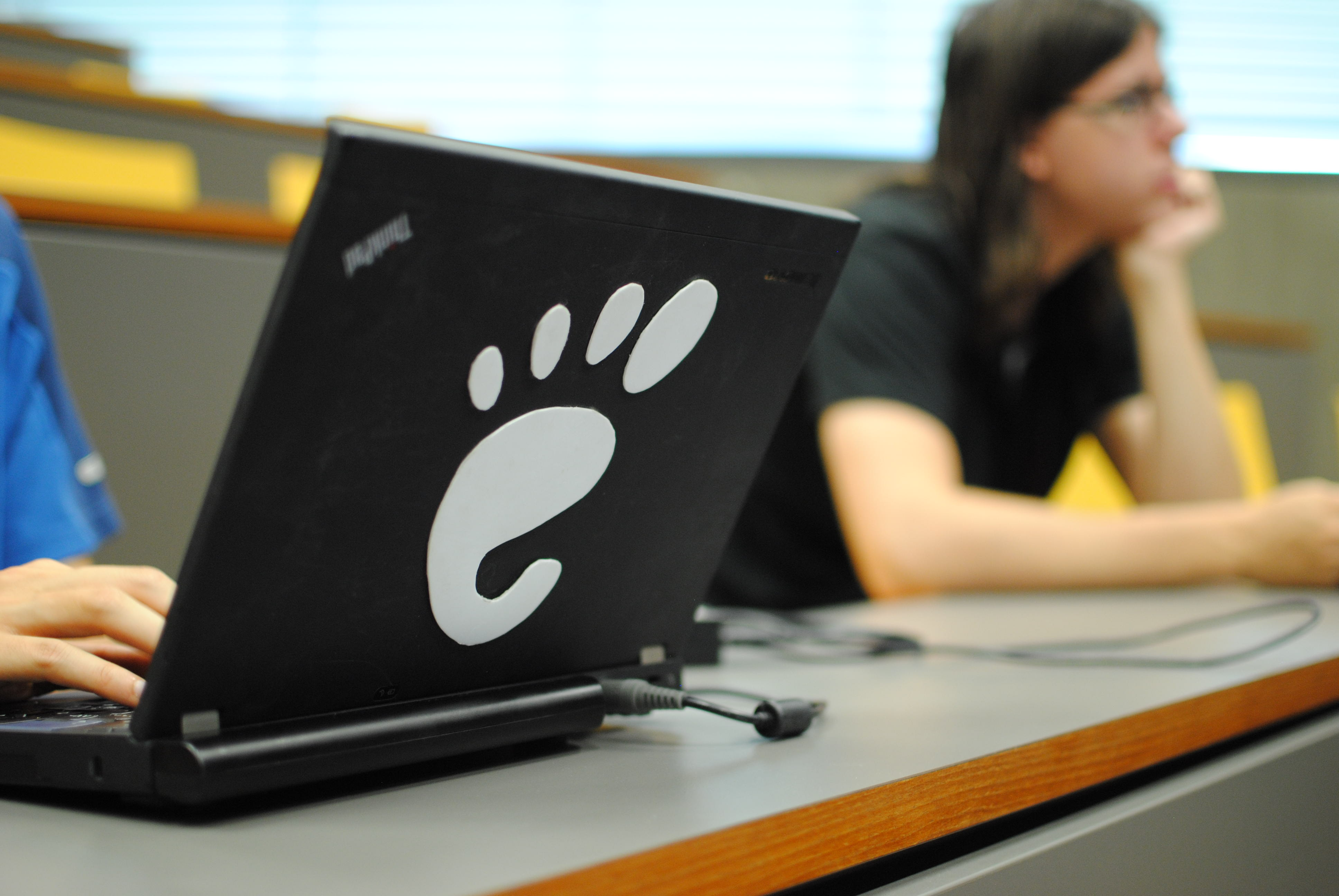
GUADEC 2013, Brno, 1-8 agosto 2013

### Screenshot di varie versioni di GNOME

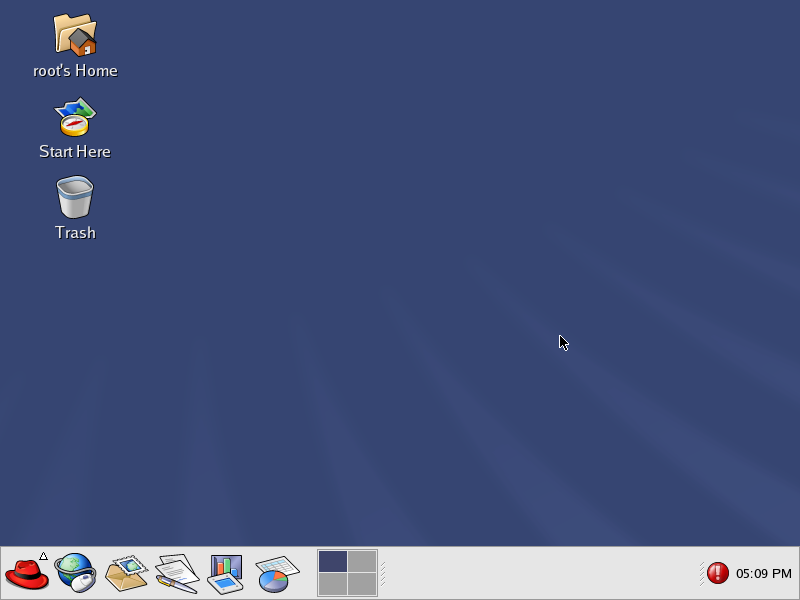
GNOME 2.0 su Red Hat Linux 8.0
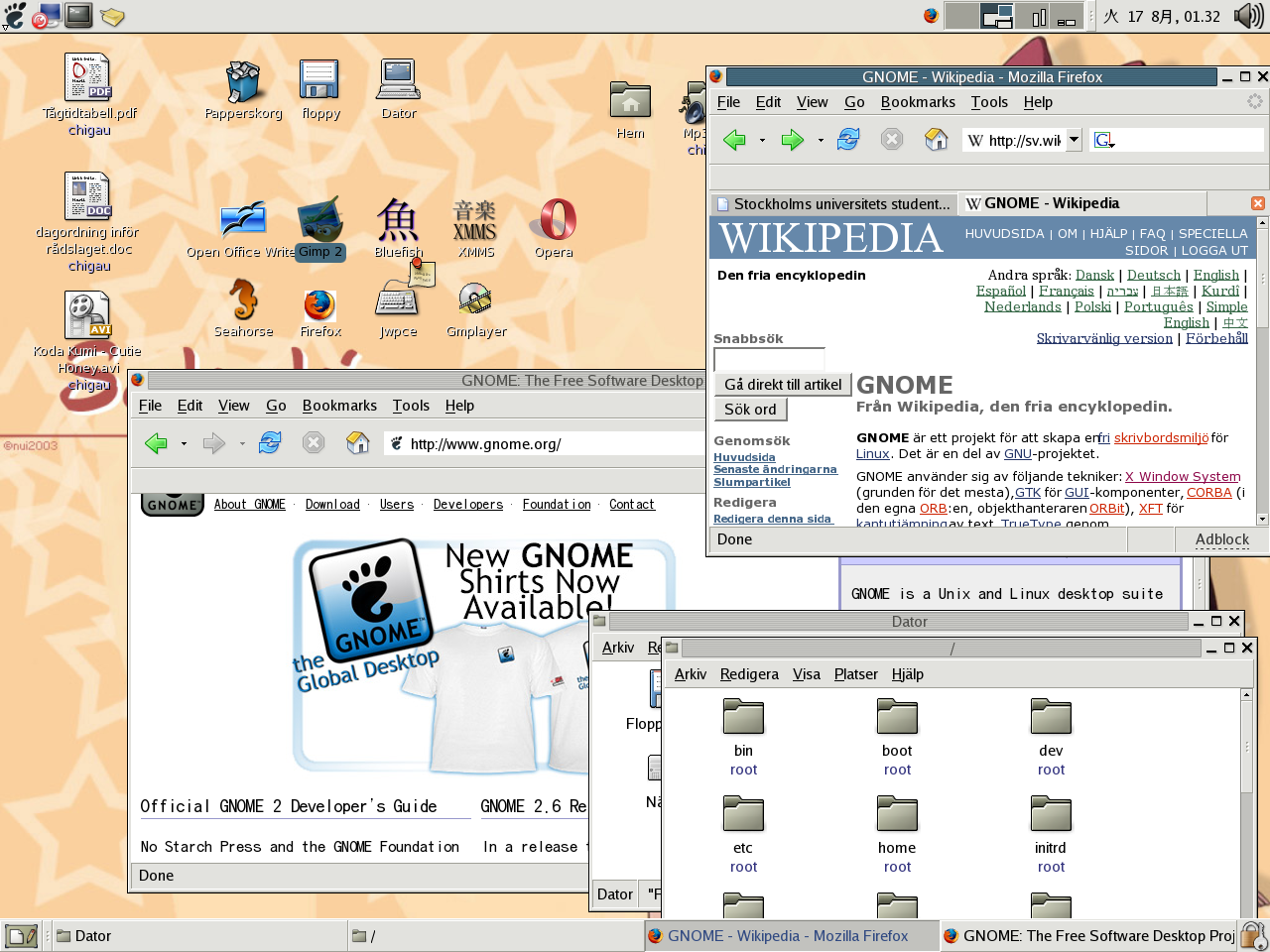
GNOME 2.5 (versione instabile, in svedese)
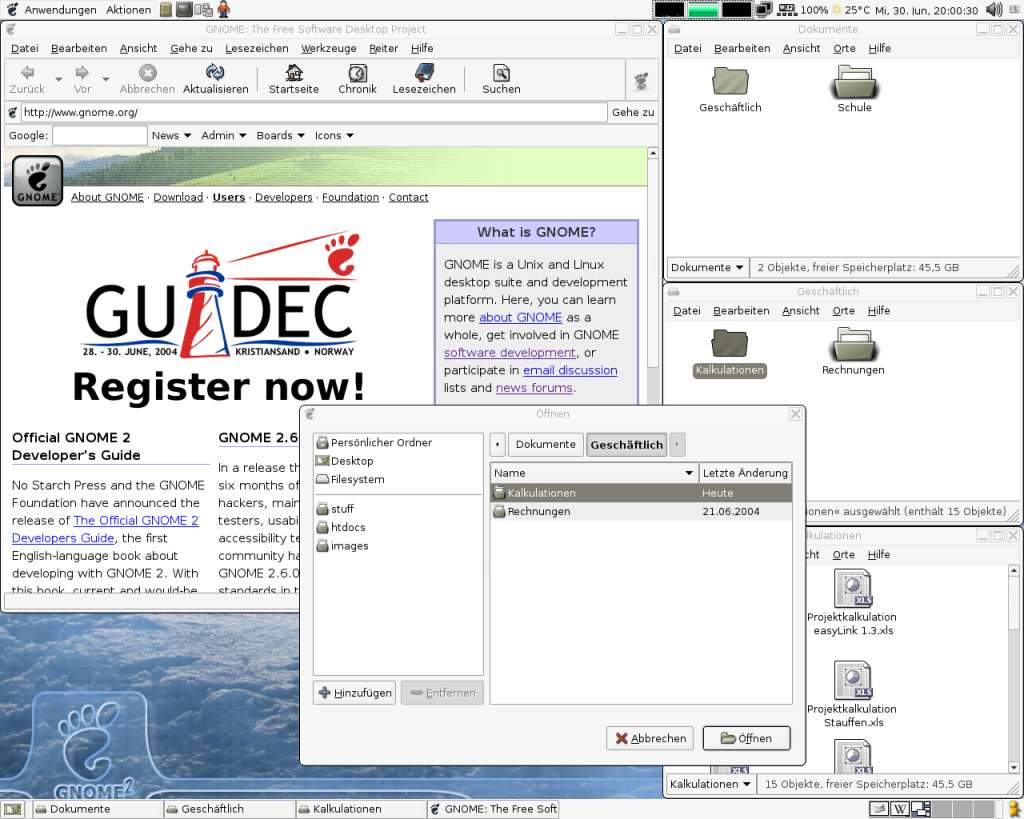
GNOME 2.6 (in tedesco)
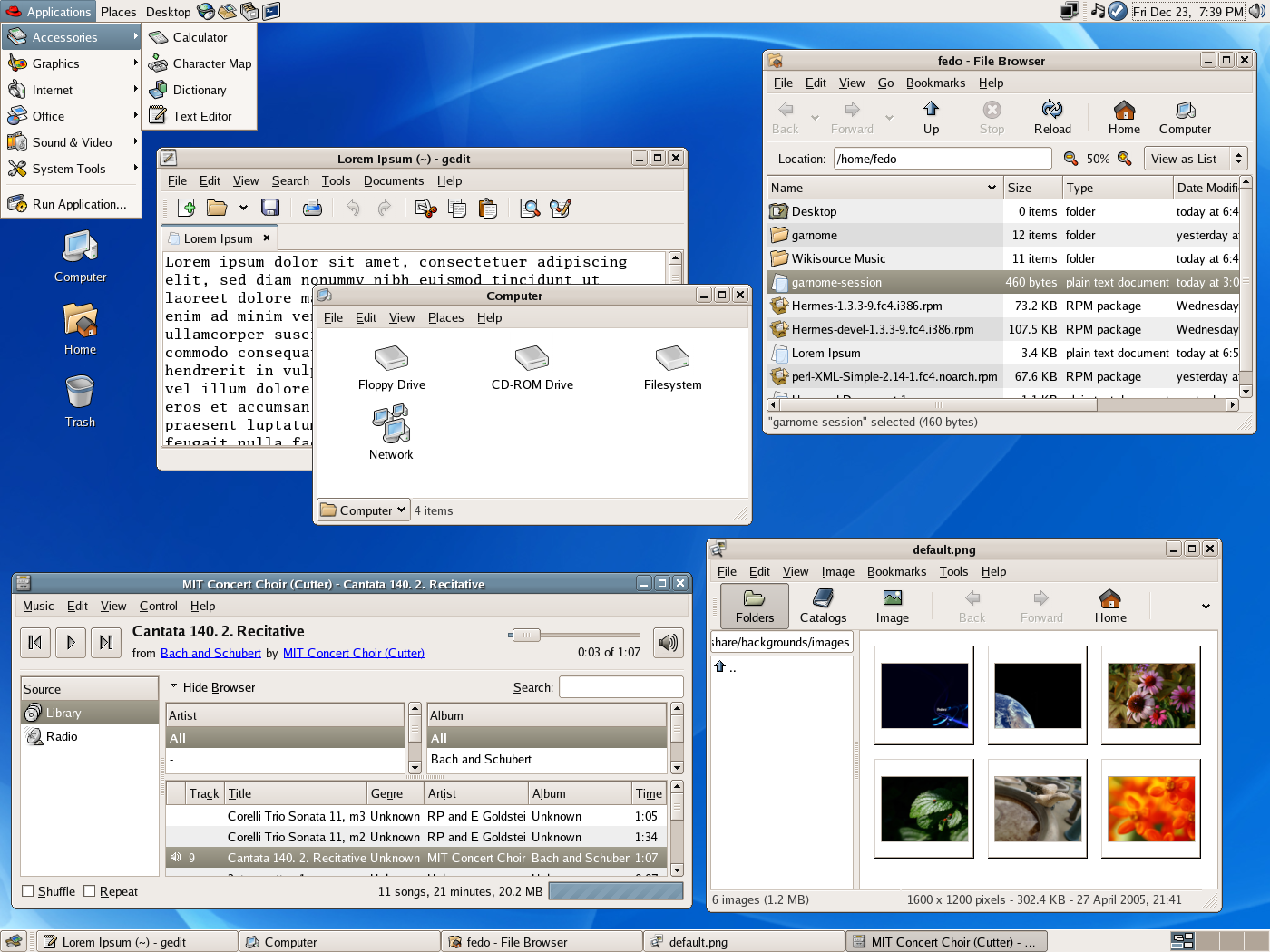
GNOME 2.10 su Fedora Core 4 (in inglese)
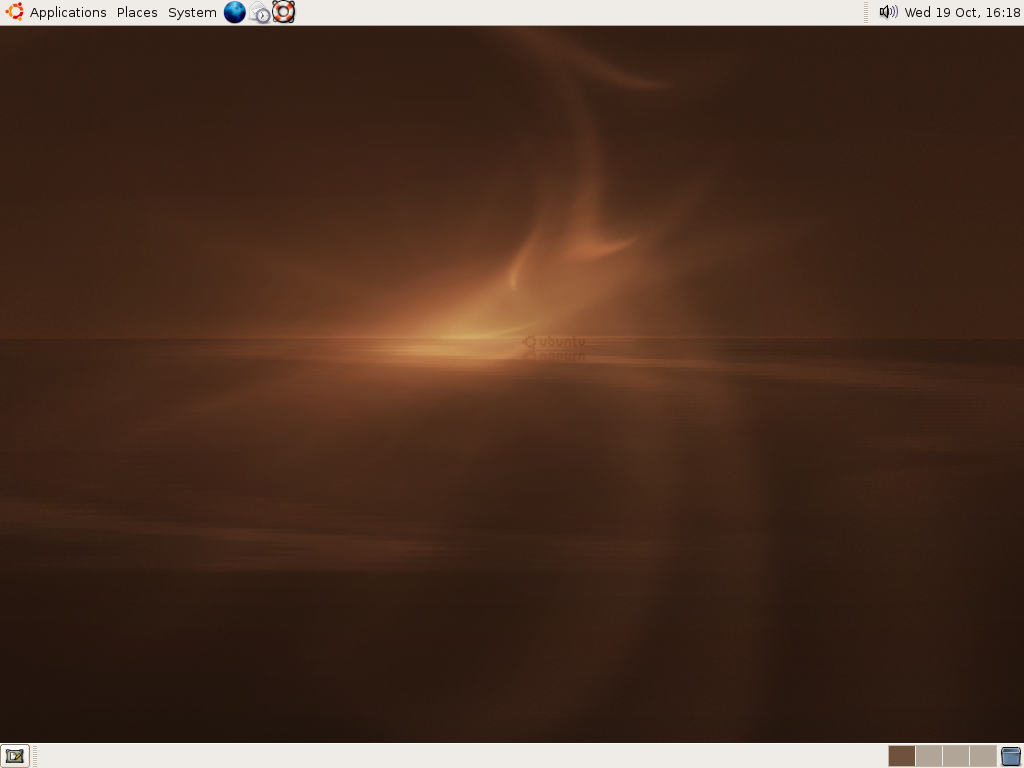
GNOME 2.12 su Ubuntu Linux 5.10 (in inglese)
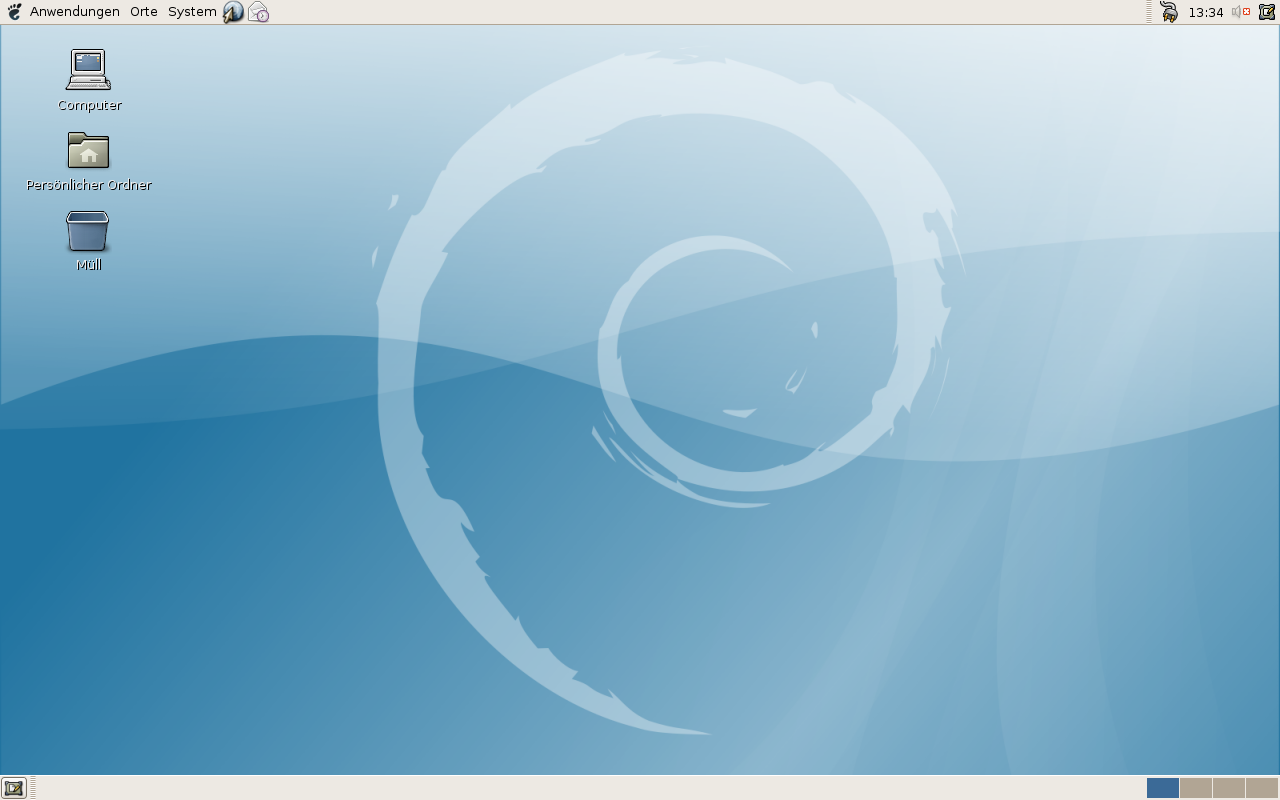
GNOME 2.14 su Debian GNU/Linux 4.0 (in tedesco)
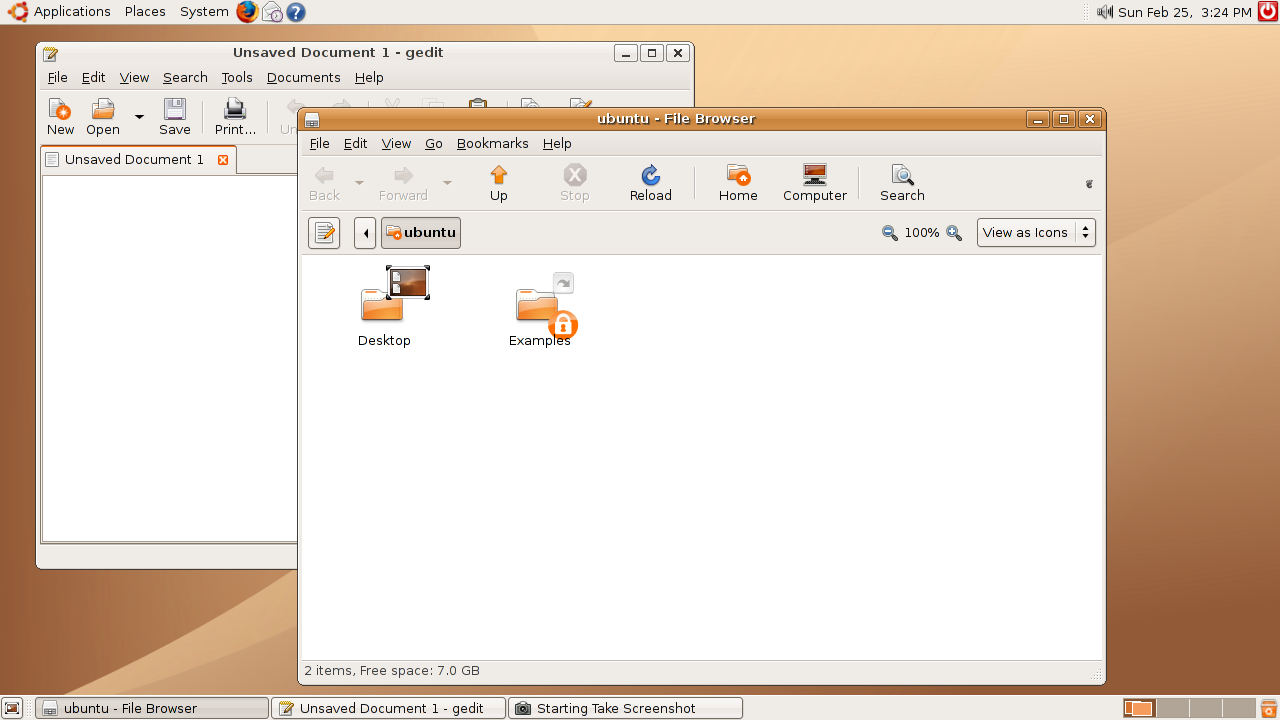
GNOME 2.16 su Ubuntu Linux 6.10 (in inglese)
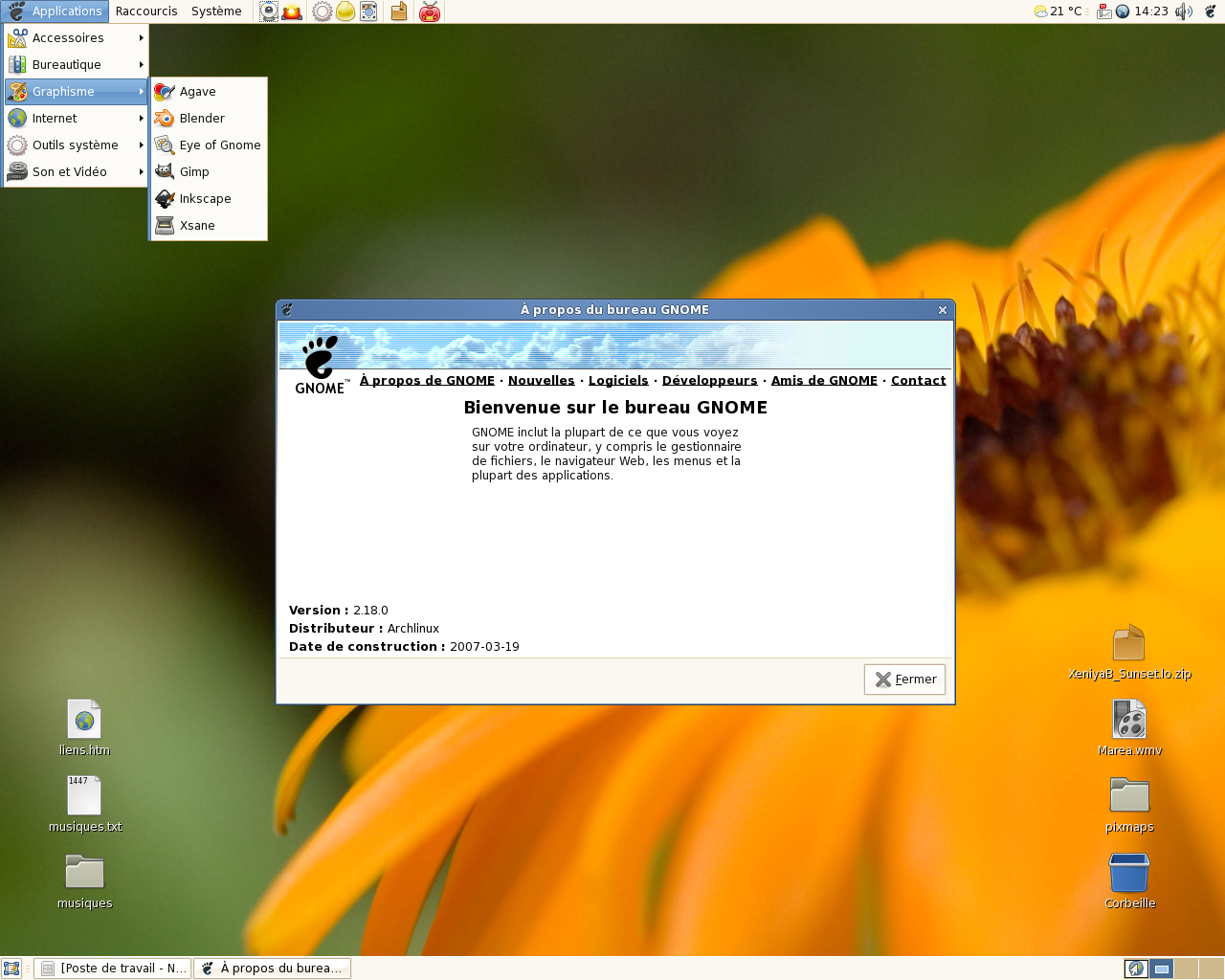
GNOME 2.18 su Arch Linux 0.8 "Voodoo" (in francese)
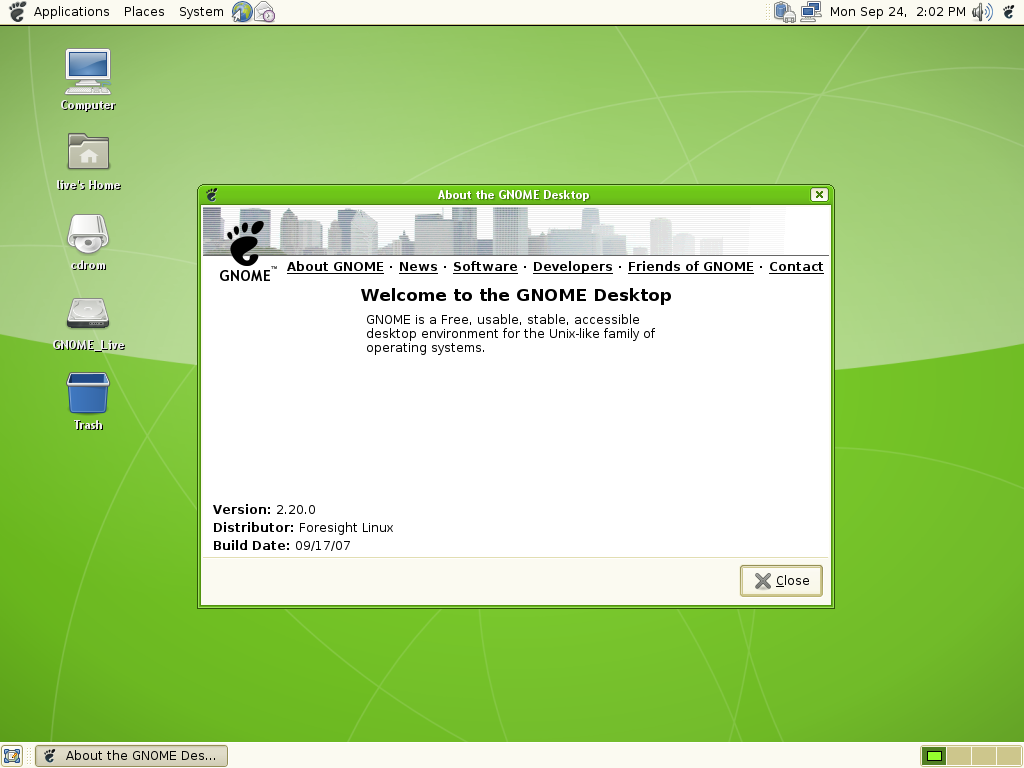
GNOME 2.20 su Foresight Linux 1.4 (in spagnolo)
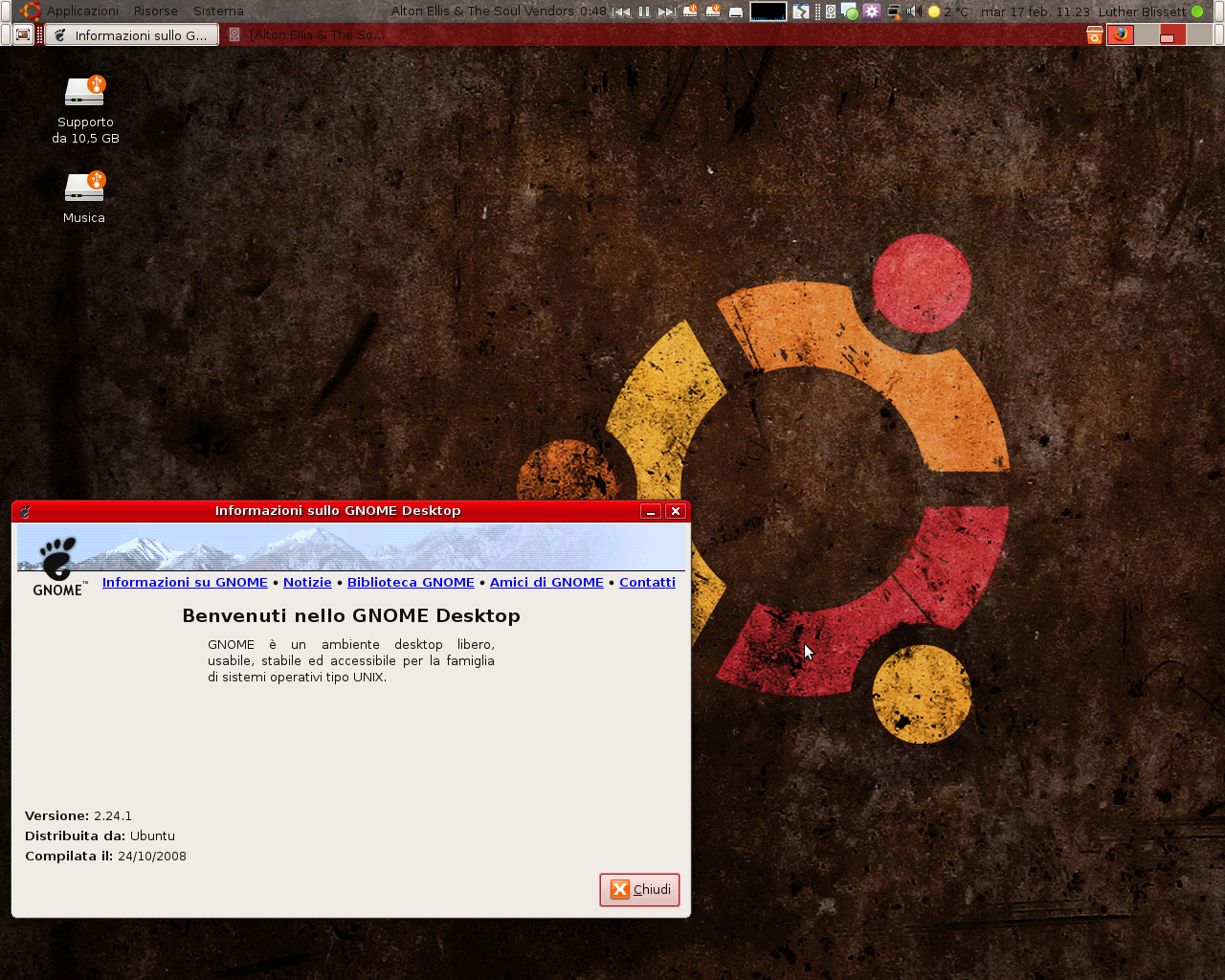
GNOME 2.24 su Ubuntu 8.10 (in italiano)
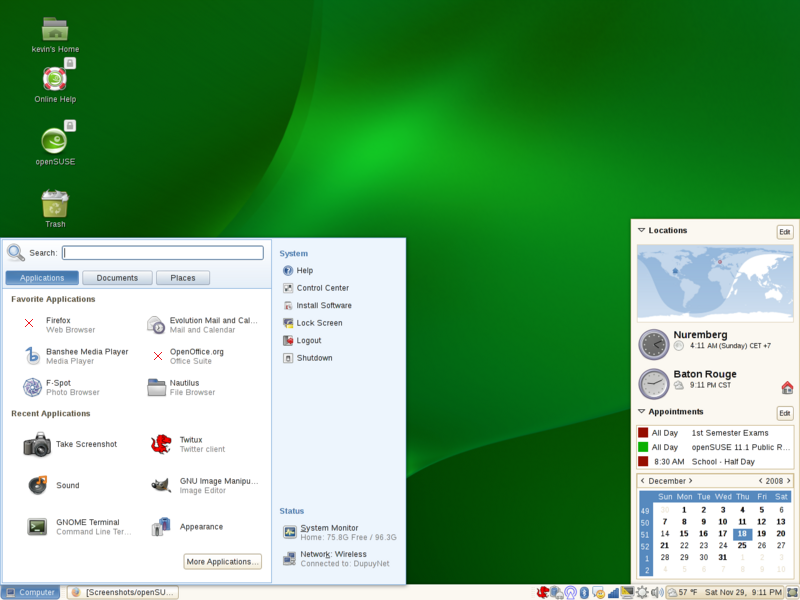
GNOME 2.24. su OpenSUSE 11.1 (in inglese)
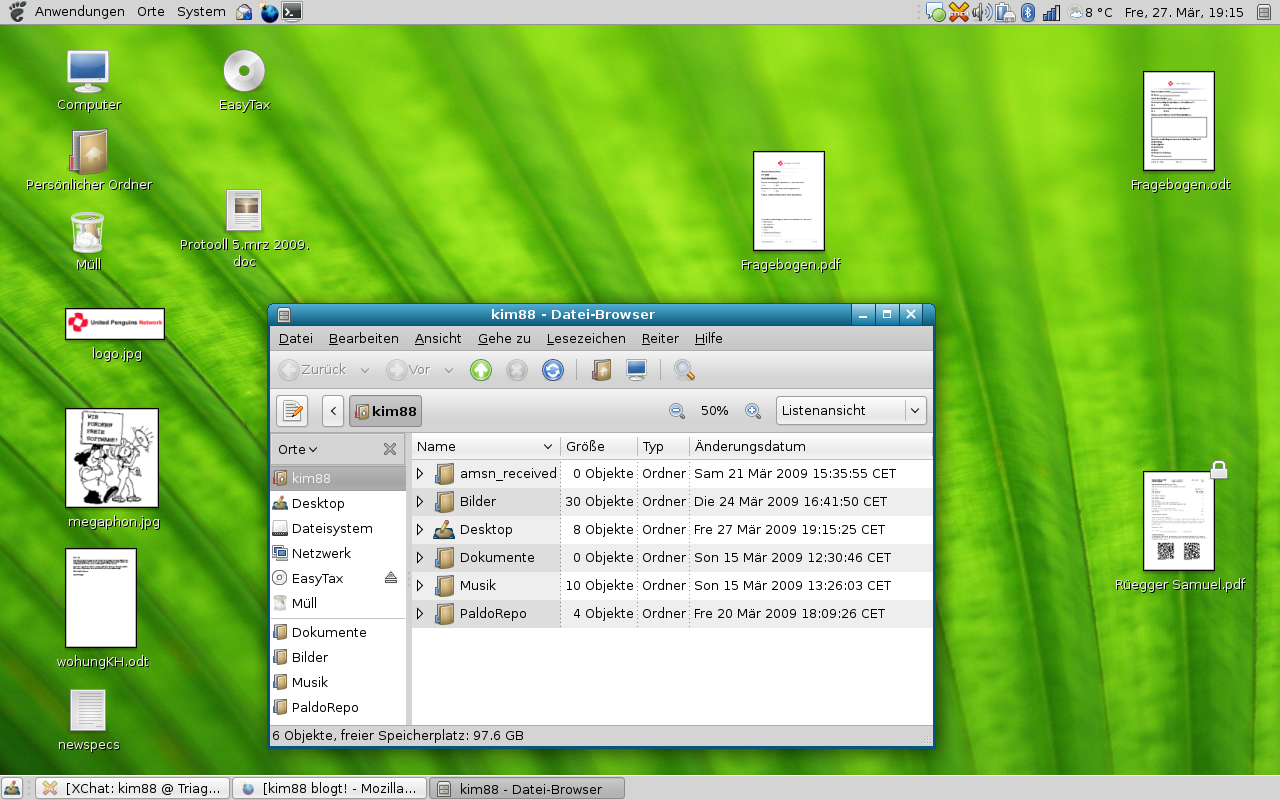
GNOME 2.26 (in tedesco)
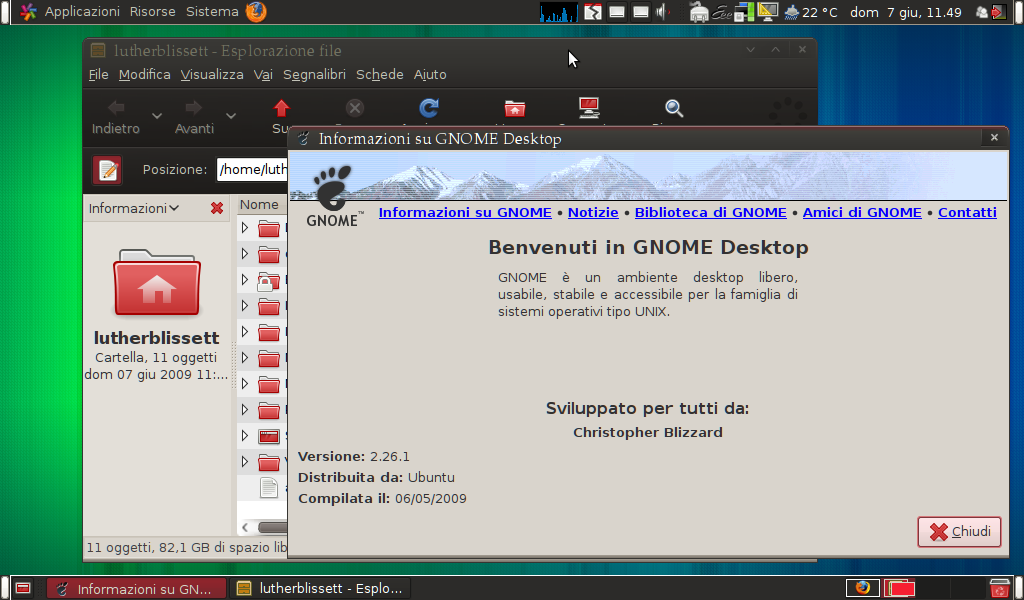
GNOME 2.26 su Ubuntu 9.04 (in italiano) su ASUS Eee PC 1000H
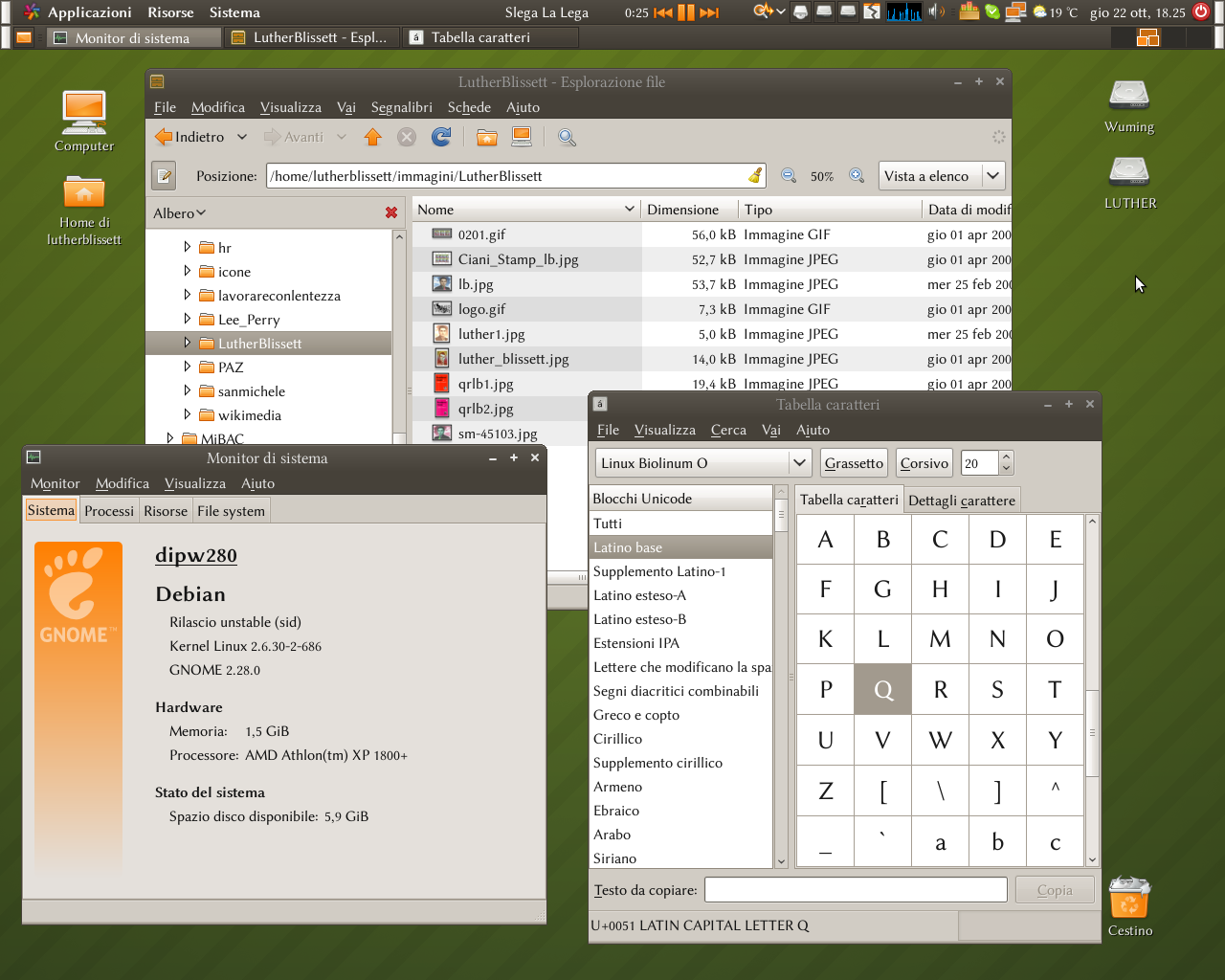
GNOME 2.28 su Debian Sid (in italiano)
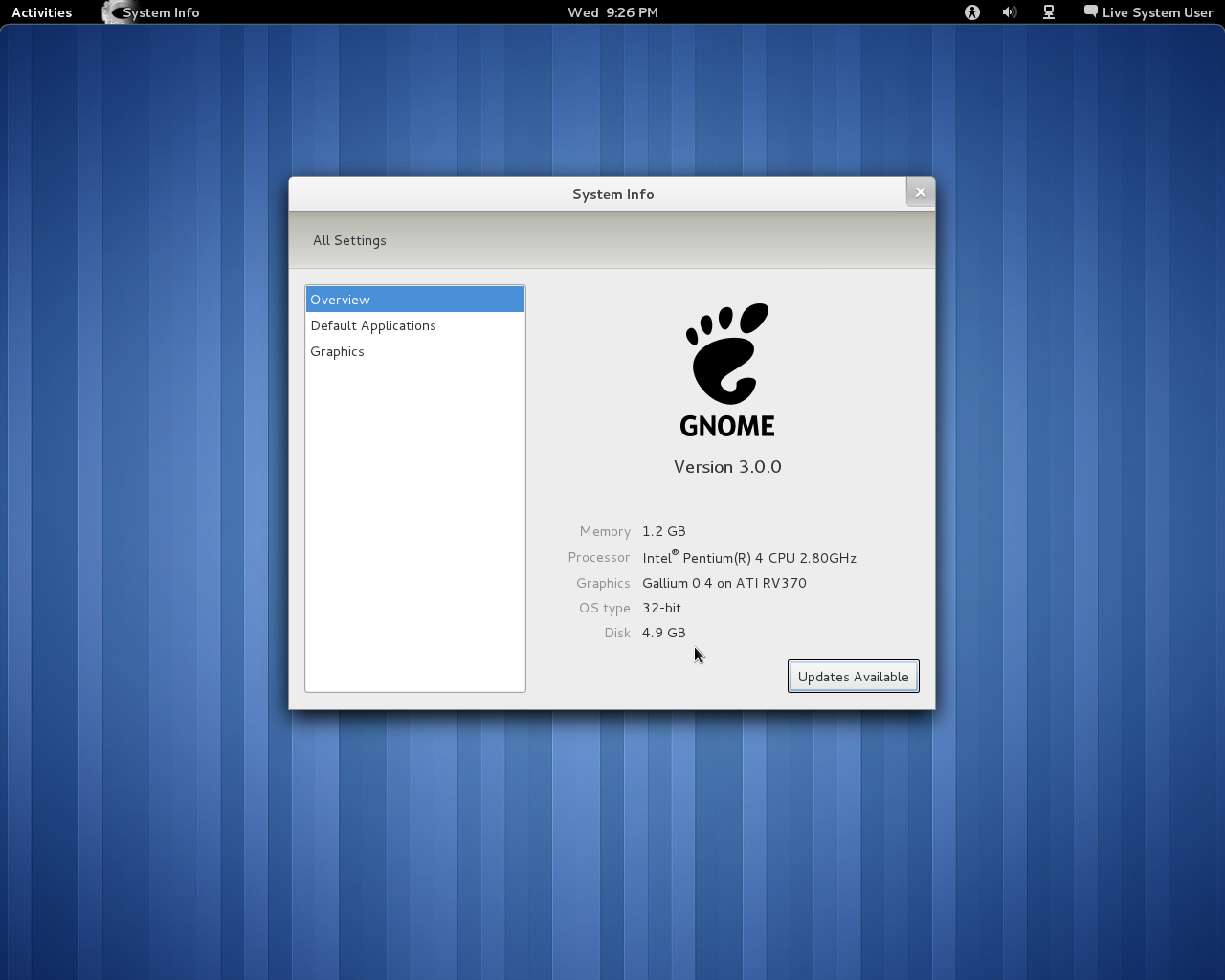
GNOME 3.0 (aprile 2011)
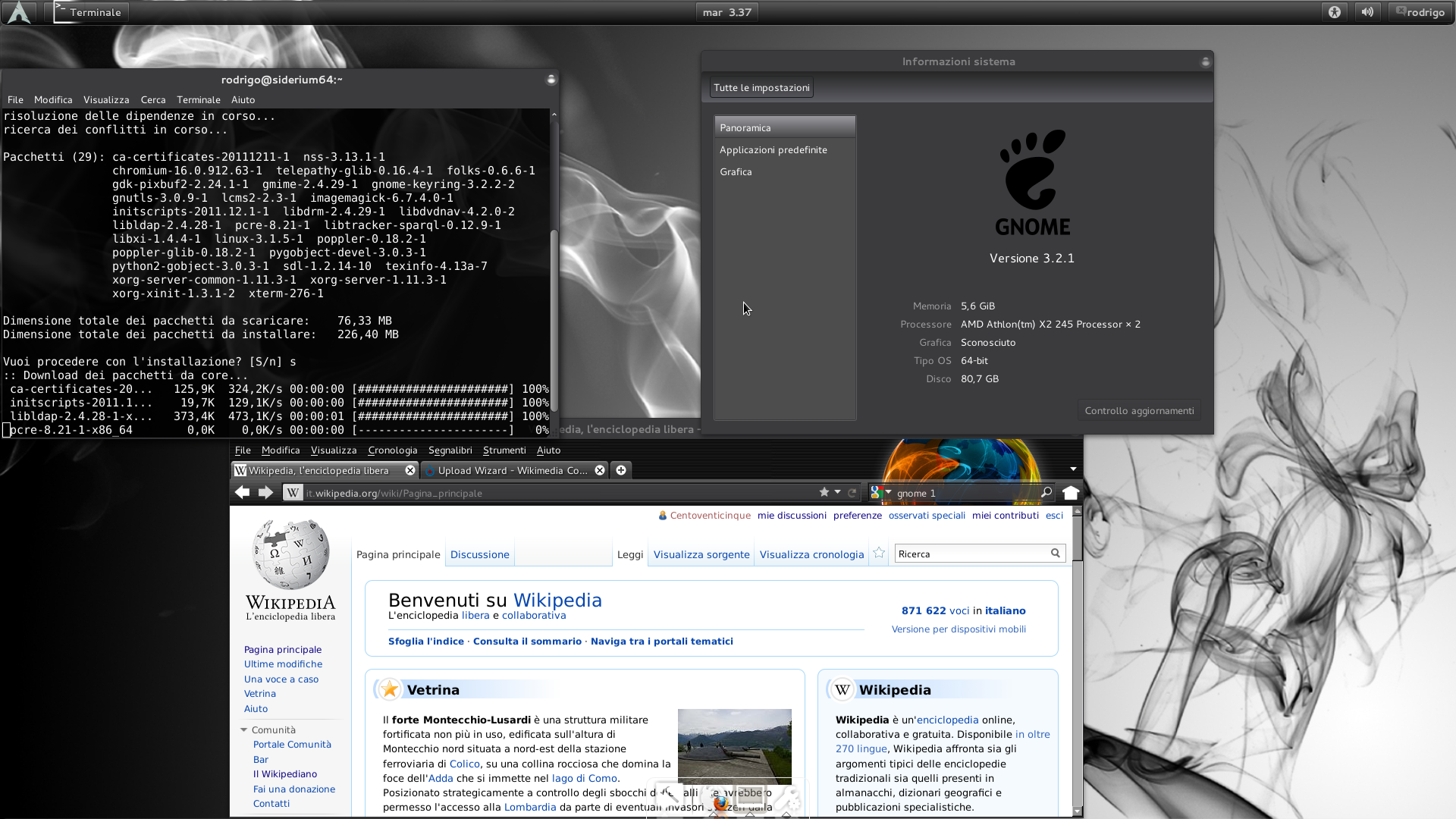
GNOME 3.2.1 personalizzato su Arch Linux (in italiano)
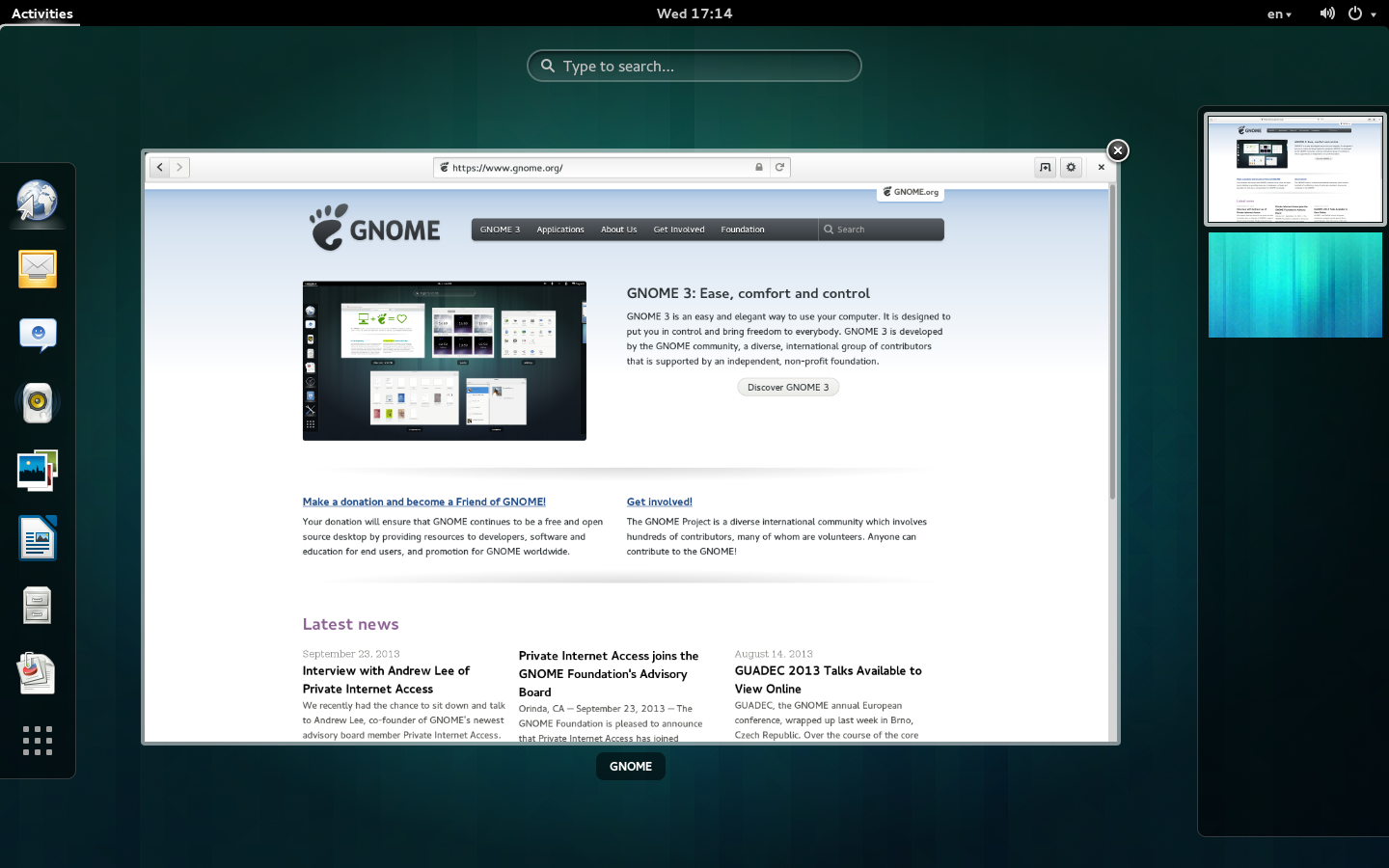
GNOME 3.10 (settembre 2013)
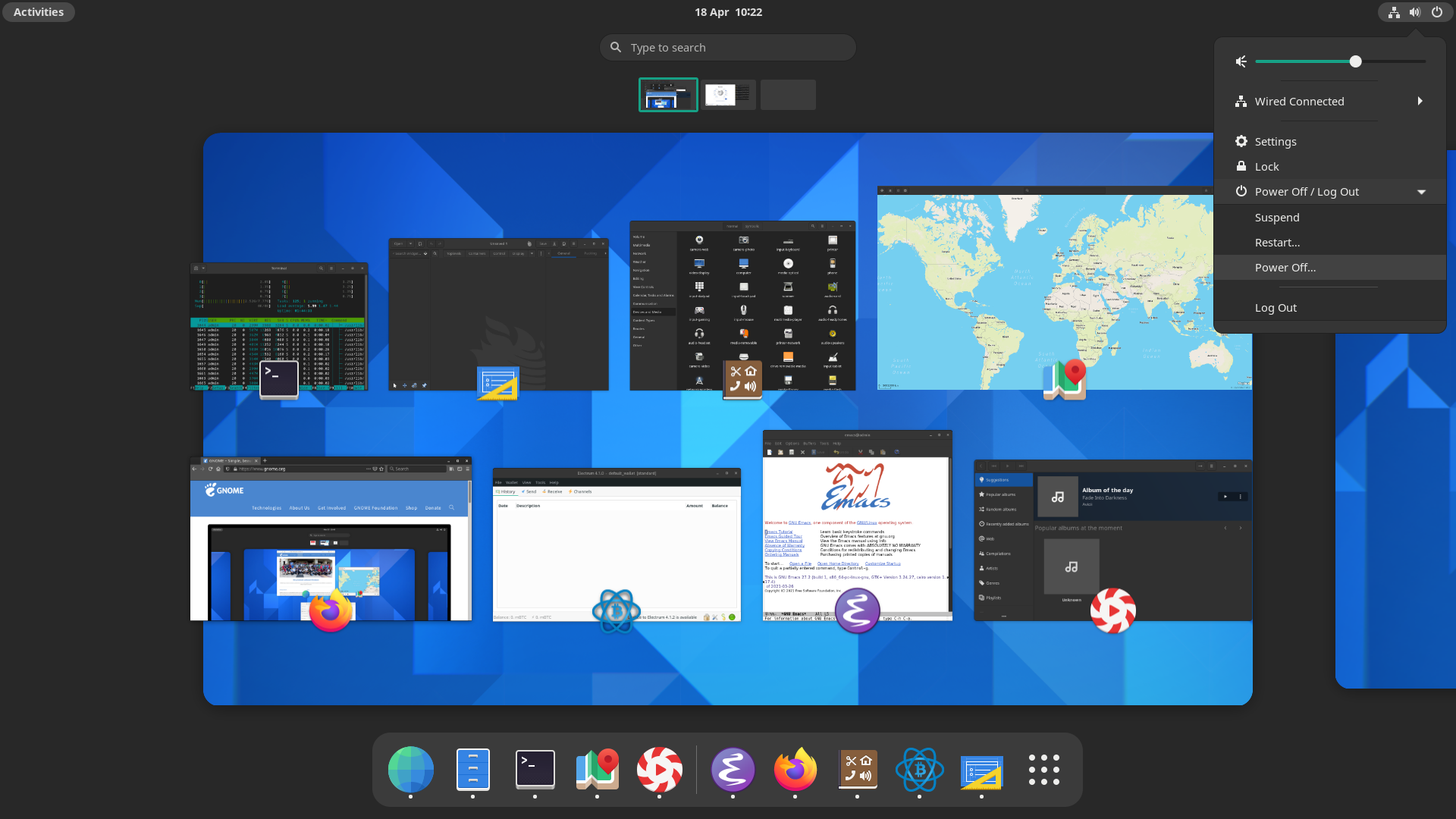
GNOME 40.3 (settembre 2021)

## Progetti correlati
Ci sono molti sotto-progetti nell'ambito del progetto GNOME; non tutti sono al momento inclusi nelle versioni di GNOME.
Alcuni sono rappresentati da concetti puramente sperimentali o per testare idee che un giorno vedranno la luce in applicazioni stabili, altri progetti sono rappresentati da codice che viene inserito direttamente nei nuovi rilasci di GNOME.
I più importanti sono:
- GNOME Storage — un file system basato su database (come WinFS);
- Project Soylent — per migliorare l'interazione tra persone e oggetti GNOME;
- Project Ridley — per unificare diverse librerie in GTK+, come libgnome e libgnomeprint;
- Il Progetto Portland;
- L'uso del sistema XUL di Mozilla in GNOME.